# 현대엘리베이터
현대엘리베이터주식회사(Hyundai Elevator Co., Ltd., 한국: 017800)는 현대그룹의 계열사로, 엘리베이터, 에스컬레이터, 무빙워크 등의 승강기와 주차 설비의 설계, 생산 및 유지 보수를 주로 하고 있다.
대한민국 내 승강기 설치 시장에서 2007년 오티스 엘리베이터의 신규 설치 대수를 앞지른 후 17년째 시장점유율 1위를 유지하고 있다. 특히, 속도 180m/min 이상의 고급 시장에서는 시장 점유율 60%가 넘는 압도적인 1위 업체이며, 2020년 이후 국내 고급엘리베이터 시장을 석권하고 있다. B2B를 넘어 B2C 까지 고려한 제품을 통해 고객 맞춤형 솔루션 제공하고 있으며, 로봇 연동 시스템, AI VISION 시스템, MIRI VIEW 시스템, 점프 & 모듈러 엘리베이터, 속도 210m/min 고속MRL, 저피트시스템, 세계에서 가장 빠른 속도 1,260m/min  초고속 엘리베이터 및 속도 600m/min 더블데크 엘리베이터까지 끊임없는 기술 투자와 개발을 통해 대한민국 발전에 이바지하며, 국내에서 고용을 창출하는 대한민국 대표기업이다. 범 현대가 경영권 분쟁 이후 현대그룹의 지주 회사로 자리잡았으며 대북 7대 사업권을 지닌 현대아산의 지분 약 70%를 보유하고 있어 주식 시장에서 대북주의 대장주로 꼽히고 있고 남북 경협 상황에 주가가 민감하게 반응하고 있다.

## 역사

### 1980년대
1970년대 해외 건설 사업을 적극적으로 벌이던 현대그룹은 1978년 사우디아라비아의 알코바 및 제다 지역의 대규모 주택단지 공사를 수행하면서 엘리베이터 사업 진출을 모색하게 된다. 당시 현대건설은 자사의 건설 현장에 설치될 대량의 승강기를 부득이하게 해외 업체들로부터 공급받았는데, 이는 당시 건설경기의 호황을 틈타 승강기 제조업에 진출한 대한민국 내 업체 대부분이 국제적으로 인지도가 부족했던 것은 물론 기술력 부족을 극복하고자 해외 업체와 기술 제휴를 맺으면서 수출 제한을 비롯한 여러 제약이 따랐기 때문이다. 이 때문에 현대건설은 승강기 설치 과정에서 단가 상승과 납기 지연을 비롯한 문제점이 빈번히 발생하여 손해를 보게 되었고 당시 국책이었던 외화 획득에도 큰 지장이 있었는데, 이에 현대그룹은 공사에 소요되는 승강기를 대량으로 자체 제작하는 방안을 검토하였으나 현대에 기술을 이전하려는 기업의 부재로 현대그룹의 엘리베이터 사업 진출 계획은 1차로 무산되었다.
이후 4년이 지난 1982년, 현대그룹은 엘리베이터 사업 진출 계획을 재차 추진한다. 이는 대한민국 건설 업체들의 중동 지역 수주가 증가하면서 승강기 수요가 지속적으로 높아진 데에 더해 현대그룹 조선소에서 생산되는 선박용 승강기와 그룹 산하 건물의 승강기의 대수가 급격히 증가한 것에 기인한 것으로, 더욱이 대한민국 내에서 대규모 주택단지 건설 사업이 추진되어 단기간에 2,000대가 넘는 승강기 수요가 발생하면서 승강기 업체의 창립 필요성이 더욱 커진다. 게다가 승강기 발주가 폭증하면서 당시 금성사와 신영전기, 동양중공업 등의 대형사와 한국후지테크, 중앙엘리베이터, 한국엔지니어링, 한국승강기제작소, 유일엘리베이터 등의 중소사들은 시설과 인력의 부족에 시달려 공급이 수요를 제대로 따라가지 못하던 상황이었다. 승강기 사업으로 외화 획득 및 기술적인 측면에서 편익이 클 것이라 판단한 정주영 회장은 그룹 계열사인 현대중전기에 승강기 사업을 추진하라고 지시하였고 그해 3월 현대중전기 내에 운반기계사업부가 발족한다.

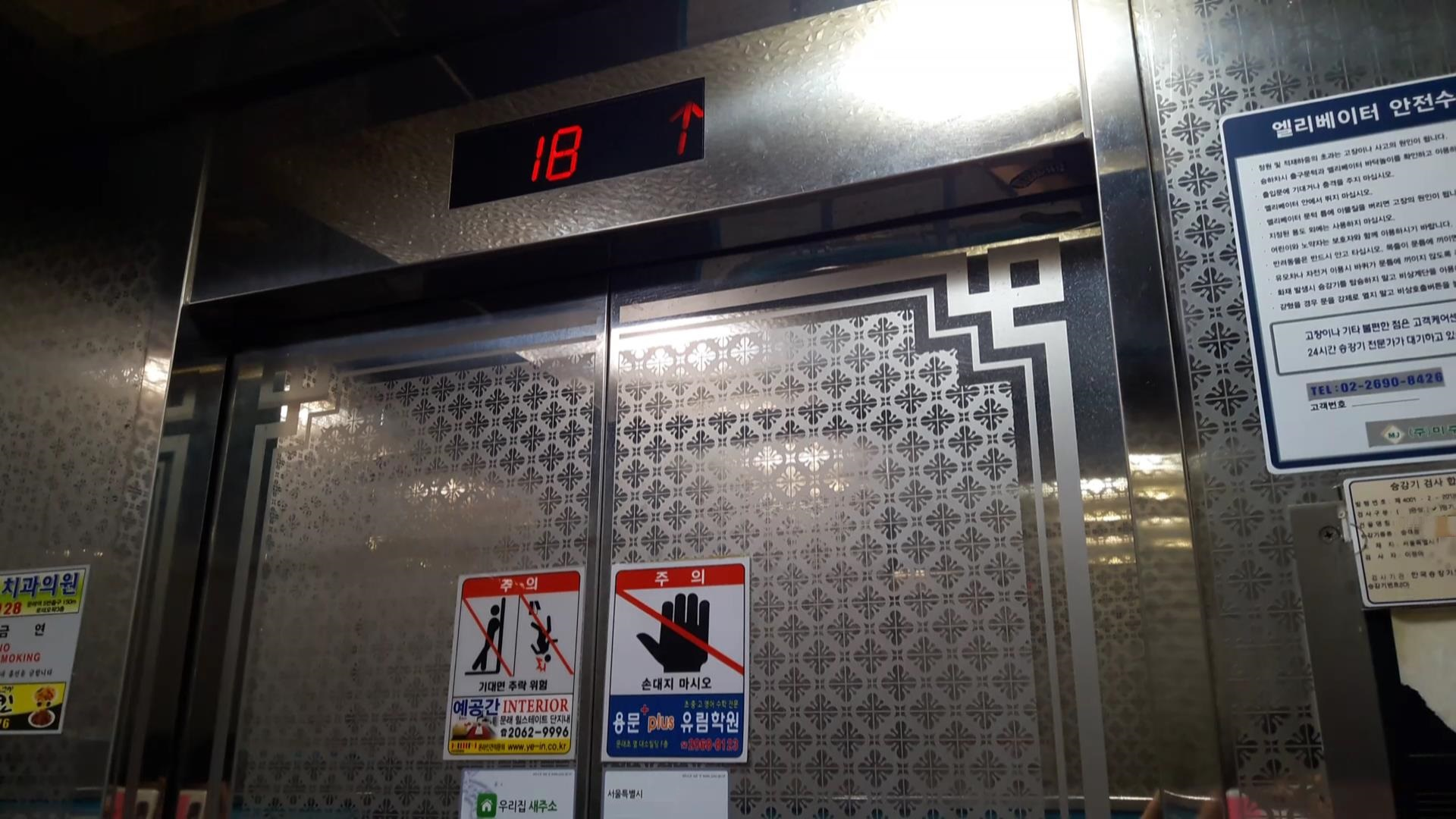
최초 판매 기종인 VAC

승강기 사업 수행 조직을 먼저 신설한 현대그룹은 높은 승강기 기술을 보유하고 있었고 국제적 인지도도 높았으며 결정적으로 당시 대한민국 내 원자력 발전소 건설 사업에서 이미 파트너 관계를 구축하고 있던 미국의 웨스팅하우스와 재차 협력 관계를 체결하였고, 울산에 소재한 현대중전기 공장 내에서 승강기 생산을 개시하였다. 이후 운반기계사업부는 현대그룹 계동사옥을 시작으로 수 차례의 납품을 성공적으로 거치지만, 웨스팅하우스의 대한민국 내 낮은 인지도로 사업 확장에 어려움을 겪었고 이에 현대그룹은 이미 포화된 대한민국 시장은 물론 해외 수출 시장으로 목표를 확대하기 위해 웨스팅하우스와 합작회사를 설립하기로 결정, 1984년 1월 현대가 60%, 웨스팅하우스가 40%의 출자지분을 갖는 합작투자계약을 체결하였고 그해 5월 23일 현대중전기에서 운반기계사업부를 분리하여 현대엘리베이터주식회사를 설립했다. 이는 인건비 상승 등으로 더 이상 자체 생산이 경쟁력을 가지기 어렵다고 판단해 타사에 기술을 이전함으로써 미국 내 시장 점유율과 동시에 또다른 해외 시장을 개척하고자 한 웨스팅하우스와 현대엘리베이터 창립 당시부터 수출에 큰 비중을 두었던 현대그룹의 이해 관계가 맞아떨어진 결과로, 그 결과 기존의 대한민국 내 승강기 업체들이 해외 기업들과 기술 제휴를 맺는 조건으로 수출에 제약을 둔 것과 반대로 현대엘리베이터의 합작 조건에 '생산 제품의 50% 이상을 세계 시장에 수출할 것', '고급기술 개발에 있어서 제휴업체와 공동개발할 것' 등을 포함시킬 수 있었다. 실제로 현대엘리베이터는 창립 1년 만인 1985년 인도네시아에 승강기 1대를 수출하며 해외 진출에 성공하였고, 중국 신화통신사 사옥에 승강기를 설치하면서 대한민국 업계에서 최초로 중국 시장에 진출하였다.
이어 1985년 5월 24일 이천시의 현대전자단지 내에 대단위 엘리베이터 공장을 준공하고 그해 10월 본사를 이천공장으로 이전했으며, 1985년 7월 미국엘리베이터협회(NAEC)에 회원으로 가입한다. 1986년 2월에는 100여 명의 상주 연구원들로 구성된 R&D 연구소인 기술연구소(초대 연구소장 문무병)를 설립하여 4월 24일 대한민국 과학기술처로부터 정식 설립 인가를 받는다. 5월에는 승강기 성능 시험 목적의 높이 64.5m 규모의 테스트타워(Test Tower; 시험탑)를 착공해 그해 11월 준공하였으며, 9월에는 연간 240대 규모의 생산이 가능한 에스컬레이터 공장을 완공하였다.
웨스팅하우스의 기술지원으로 신제품 개발 및 국산화 기술 개발에 주력하던 현대엘리베이터는 1987년 1월 덴마크의 DAN 엘리베이터사와 선박용 엘리베이터의 기술 도입 계약을 체결하였고, 2월에는 사내에 기술인 양성을 위한 전문교육체제를 갖춘 직업훈련원을 설치한다. 6월에는 대한민국 업계 최초로 총 56대 280만 달러 규모의 에스컬레이터를 미국에 수출하였으며 같은 해 8월에는 최초로 노동조합을 결성하여 8월 14일 본사 대강당에서 노조결성대회를 갖고 생산부 이성재 사원을 초대 노조위원장으로 선출했다. 1988년 2월~4월에는 춘천동부시장에 승강기를 설치함으로써 승강기 납품 대수 2,000대를 달성하였고 12월에는 이탈리아의 GMV와 유압식 엘리베이터 개발을 위한 기술 협력을 맺었으며, 1989년 2월 8일에는 홍콩 사무소를 설치하였다. 그러나 1989년 6월 웨스팅하우스가 현대 측과의 협의 없이 갑작스럽게 승강기 사업부를 쉰들러엘리베이터에 매각하면서, 현대엘리베이터는 웨스팅하우스가 보유하고 있던 현대엘리베이터 지분 40%를 인수하고 제휴 관계를 청산하였다.

### 1990년대
웨스팅하우스와의 관계를 청산한 이후 현대는 정몽헌 회장의 지원 하에 기술의 자립화와 독자적인 해외 시장 진출을 꾀하여 1990년 3월 도버엘리베이터와 미국과 중남미 지역에 연간 100대 이상의 에스컬레이터를 수출하는 판매 및 구매 계약을 체결하였다.
한편 1990년 5월에는 일본의 니폰케이블사와 입체주차설비시스템 기술도입 계약을 체결하여, 기존에 1988년부터 시판해 오던 주차설비시스템에서 보다 발전한 방식의 주차설비를 개발함으로써 입체주차설비 사업에 진출하였다. 또한 기업 규모가 커짐에 따라 물류비의 비중이 증가하면서 물류의 핵심인 자동창고의 효율적 운영의 필요성에 커지게 되었고, 이에 현대는 1990년 6월 미국의 ICIS, 일본의 무라타와 물류시스템 소프트웨어 기술제휴를 맺고 FA사업부를 새로이 신설하여 물류자동화사업에도 진출한다. 이를 바탕으로 1991년 3월 27일, 이천 제3공장에 스태커 크레인 3대와 고성능 소프트웨어 탑재 컴퓨터로써 제품 보관 및 관리, 입출고를 자동화한 자동창고를 완공한다.
1991년 9월 미국의 박스코(Baxco)와 중·고속 승강기 및 소프트웨어 기술도입 계약을 체결하여 승강기 군관리 시스템과 함께 BAX-VF의 수입을 개시하였다. 1992년 4월에는 파주시 탄현면에 소재한 오두산 통일전망대에 VVSR 승강기를 설치함으로써 생산 1만 대를 돌파하였고 이어 1992년 12월에는 일본의 니폰엘리베이터와 기술 제휴를 체결해 고속 승강기인 NIPPON-VF를 대한민국에 들여왔다. 계속해서 1993년 5월에는 엘리베이터 원격 감시·제어 시스템인 '컴퓨터제어반 시스템'을 자체 개발하였으며, 1993년 8월에는 중국 합작법인인 상해현대전제제조유한공사를, 9월에는 필리핀 합작법인인 현대엘리베이터 필리핀 서비스를 설립하는 등 글로벌 네트워크를 구축하고 수출시장을 마련한다. 
1993년에는 당시 대한민국에서 전량 수입에 의존하던 무빙워크 사업에 새로이 진출하였으며, 이를 위해 해당년 4월 미국의 웨스트모먼트, 이듬해 1월 영국 던롭 인터내셔널 테크놀로지와 무빙워크 기술계약을 체결하여 벨트형 무빙워크의 생산을 개시한다. 1995년 11월 23일에는 내수 시장 확대에 대비하여 충청남도 천안시 입장면 용정리 26,446m2 면적의 대지에 연먼적 6,942m2의 물류센터를 준공하였으며, 1996년 1월에는 연세대학교와 공동으로 지능형 군관리 시스템을 개발하였고 같은 해 7월 일본 니폰엘리배이터와 공동개발 계약을 체결하여 독자적으로 범용성이 높은 군관리 제어시스템을 개발하였다. 1996년 2월에는 인도 키네틱 엔지니어링과 승강기 생산·설치 기술지원 계약을 체결하였다.
또한 현대엘리베이터는 1994년 6월 27일 주식장외시장에 등록된 이래 1996년 4월 26일 한국투자증권을 주간사로 선정하여 5월 20일~5월 21일에 증자용 신주 86만 주에 대해 공모주 청약을 실시하였고 같은 해 7월 3일 한국거래소에 주식을 상장하여 상장기업이 되었다.
1997년 초에는 일본의 환경설비업체인 NI테크노와 기술제휴를 맺고 음식물 쓰레기 자원화, 자동식기세척기, 발포스티로폴 재생설비 등의 환경 관련 사업에 진출을 시도하였으며, 휠체어 리프트 사업에 진출하여 현대백화점 천호점에 당시 대한민국 최장 길이였던 34m 리프트를 설치하기도 한다. 이어 2001년에는 일본 가쓰야마기계와 기술도입 계약을 체결해 고층용 특수 곤돌라 사업에 진출하는 등 사업 분야의 다각화를 시도하였으나, 이후 세 사업은 축소되어 사실상 폐지되었다.
1999년 11월에는 터키의 알파엘리베이터와 대리점 공급 계약을 맺어 터키 시장에 진출한다.

### 2000년대
2000년 현대엘리베이터는 영구자석 동기권상기의 대한민국산화에 성공한다. 기존의 유도권상기 방식은 단순 전력 공급을 통해 모터를 움직이는 방식인 데에 반해 동기권상기는 강력한 자속을 띤 여러 개의 자석이 극을 반복적으로 바꾸며 발생시킨 에너지로써 모터를 가동하는 방식이다. 이처럼 에너지 절감, 승차감 향상, 부피 최소화 등의 효과가 있는 동기권상기는 2001년부터 본격적으로 생산이 시작되었으며 곧이어 2002년 1월에는 MRL 전용 동기권상기와 분속 420m급 동기권상기를 연이어 개발한다. 한편 2001년 11월에는 승강기안전관리법 개정에 따라 로프브레이크 설치가 의무화되면서 이에 대응하기 위해 승강기 돌상, 개문출발 등을 방지하는 '한국형 엘리베이터 카 브레이크 시스템'을 개발한다. 2002년 6월에는 광주광역시 청사에 분속 150m급 고속 승강기를 납품함으로써 승강기 납품 5만 대를 달성하였다.
또한 현대엘리베이터는 1999년 10월 당시 세계 스크린도어 시장의 55%를 점유하고 있던 일본 나브코와 승강장 스크린도어를 비롯한 자동문 사업 전반에서 기술제휴계약을 체결함으로써 스크린도어를 비롯해 회전문, 산업용 특수문 등의 자동문 산업에 진출하였다. 2003년 7월에는 광주 도시철도 1호선 금남로4가역과 도청역에 대한민국 최초의 스크린도어를, 2005년 12월에는 대한민국 최초의 센서 방식 스크린도어를 동묘앞역에 설치하였으며 2006년 3월 2일에는 대한민국 최초로 지리정보시스템을 갖춘 고객센터를 이천 본사 연구동 건물에 개장하였다. 2006년 6월 6일에는 대한민국 최초의 난간형 스크린도어를 강변역에 준공하였다.
2006년 2월 9일, 탑승객이 승강장에서 가고자 하는 행선층을 등록하여 이용할 승강기를 미리 지정받는 행선층 예약시스템을 개발하였다. 이후 이 행선층 예약시스템은 HELIAS(헬리아스)라는 브랜드로 판매되어 신도림 디큐브시티, 삼성동 한국도심공항타워빌딩 등에 적용된다.
2008년 6월에는 현대엘리베이터 인도네시아 법인, 2009년 4월에는 인도 법인을 설립하였고, 같은 달에 경기도 이천시에 205.2m 높이의 엘리베이터 테스트 타워인 현대아산타워를 2008년 2월 착공한 지 14개월 만에 준공하였으며 누적 승강기 출하 대수 10만 대를 달성했다. 이어서 7월에는 베네수엘라 정부종합청사에 분속 480m 엘리베이터를 수출하였으며, 8월에는 청계천 삼일교와 황학교에 하천 범람을 대비하여 대한민국 최초로 승강로 방수형 엘리베이터를 설치하였다.

### 2010년대
2013년 1월 현대엘리베이터는 브라질 법인과 말레이시아 법인을 설립하였으며, 이어 2014년 1월에는 베트남 법인이 설립되었고 중국 상해법인의 지분을 100% 인수한다. 4월 16일에는 브라질 공장이 준공되었으며, 같은 해 6월에는 당시 대한민국 내 상용 승강기 중 최고 속도였던 분속 600m로 운행하는 승강기를 부산국제금융센터에 설치하였고 12월에는 대한민국 내 에스컬레이터 중 당시 최장 거리인 57m를 운행하는 에스컬레이터를 대구 도시철도의 청라언덕역 환승통로에 설치하였다. 2015년 2월에는 대한민국 최초의 더블데크 엘리베이터를 용산 LG유플러스 사옥에 설치하였고, 4월에는 승강기 유상관리대수 10만 대를 돌파하였다. 2016년 7월 이천공장 월 생산량 2,000대를 돌파하였으며 9월에는 터키 합작법인을 설립하였다. 2017년 6월에는 월간 엘리베이터 설치 대수 2,000대를 돌파하였다.
2017년 7월 물류시스템과 승강장 스크린도어 사업을 비롯한 물류사업부문을 분할해 물류전문회사인 현대무벡스를 설립하였다. 이후 현대무벡스는 현대유엔아이의 자회사로 편입되었다가 현대유엔아이와 합병한다.
2018년 9월에는 대한민국 내에서 최초로 점프 엘리베이터를 수주하였다. 점프 엘리베이터는 건물 공사 초기에 승강기와 기계실을 먼저 설치하고 골조가 상승함에 따라 기계실도 점차 상부로 이동시켜 공사 도중에는 승강기를 공사 자재 및 인력 운반 용도로 사용하고 완공 이후에도 승객용으로 계속 운용할 수 있게 하는 공법으로, 힐스테이트 송도 더테라스의 분속 210m급 승강기 62대를 포함한 총 72대의 승강기 중 9대가 점프 엘리베이터로 설치된다.
2019년 5월 2일 현대엘리베이터는 이사회에서 본사와 공장을 충주시 용탄동에 소재한 제5산업단지로 이전하기로 결의하였다. 기존의 이천시에 소재한 공장은 1984년 창립 당시부터 운용되던 공간으로서 시설 노후화와 부지 부족으로 공장 확장 및 개선이 여의치 않아 SK하이닉스에 2,050억 원에 매각하였으며, 충주에 건설될 신공장과 물류기지는 연간 생산량 약 25,000대 규모로서 173,097m2 용지에 사물인터넷과 빅데이터 기술을 적용한 스마트팩토리와 연구개발센터, 그리고 약 300m 높이의 테스트 타워가 조성되며 이천 본사와 더불어 별도로 운영되던 천안 물류센터의 기능까지 넘겨받을 예정이다.

### 2020년대
2020년 2월 13일, 승강기 유지관리업 자회사인 현대엘리베이터서비스(대표자 최석규 현대엘리베이터 서비스사업부문장)를 설립하였다. 일각에서는 이를 2019년 3월 티센크루프의 하도급 노동자 사망 사고로 승강기 업계의 불법 하도급 논란이 촉발되면서 2019년 12월 행정안전부가 현대, 오티스, 티센크루프, 미쓰비시의 4사를 고발, 대한민국 전역의 지방자치단체에서 4사의 유지보수업 등록 취소를 천명함에 따라 이에 대응하기 위한 움직임으로 평가하였으나, 2020년 5월 24일 4사가 등록 취소에 대해 제기한 집행정지 가처분신청이 대부분의 지방 법원에서 받아들여지고 이어서 행정안전부가 4사를 상대로 한 불법하도급 형사고발에 대해 대한민국 검찰청에서 무혐의 처분하면서 논란은 우선 불식되었다.
2020년 5월 21일에는 세계 최초로 분속 1260m 엘리베이터 기술개발에 성공했다. 최대 행정거리를 1000m 이상으로 확장하였고 전력 사용량은 30% 감소시켰다. 분속 1260m 엘리베이터에 사용되는 로프는 탄소섬유벨트 타입이며 바람과 지진에도 안전한 주행이 가능하다. 2020년 7월 8일 충주 신공장 착공식을 가지고 현대산업개발, 현대아산 및 지역 건설 업체와 신공장 조성을 개시하였다.

## 경영권 분쟁
외환 위기 당시 현대그룹은 1999년 10월 49개의 계열사 중 23개를 정리하고 나머지 26개사를 중공업·자동차·전자·건설·금융서비스의 5개 업종으로 분류해 전문 경영인에게 맡기는 구조조정안을 발표한다. 그러나 구조조정 과정에서 2세 오너 간의 경영권 분쟁이 발생하면서 정몽구의 현대자동차그룹과 정몽준의 현대중공업그룹 등이 분할되고, 남은 계열사를 정몽헌 회장이 맡게 된다. 이후 현대그룹은 현대상선이 지주회사로서 현대증권과 현대전자를 비롯한 계열사를 지배하는 형태로 개편되는 듯하였으나, 현대그룹에 대한 경영권 위협이 지속되자 정몽헌 회장이 장모 김문희 여사와 함께 현대상선의 최대주주인 현대엘리베이터의 지분을 정몽헌 4.6%, 김문희 18.6% 확보해 우회적으로 그룹의 경영권을 방어하면서 현대그룹은 현대엘리베이터를 사실상의 지주회사로 하게 된다.
그러나 정몽헌 회장은 대북 불법송금 사건과 관련하여 검찰 조사를 받던 중 2003년 8월 4일 스스로 목숨을 끊고, 이에 현대엘리베이터가 2003년 10월 21일 이사회에서 정몽헌 회장의 부인인 현정은을 신임 회장으로 선임하면서 현정은이 현대그룹 회장 직무를 수행하게 되었으나 이후에도 경영권 분쟁은 끊이지 않고 있다.

### KCC
2003년 8월 4일 정몽헌 회장 사후 본디 0에 가까웠던 현대엘리베이터의 외국인 지분율이 8월 17일 10%를 웃도는 수준으로 급등하고, 특히 미국계 투자펀드인 GMO 이머징마켓펀드가 현대엘리베이터 전체 지분의 5.16%에 달하는 주식 28만 9,350주를 매입하면서 일각에서 적대적 인수합병의 가능성이 제기됨에 따라 정몽헌의 삼촌이었던 정상영 금강고려화학(KCC) 명예회장의 주도로 현대그룹의 경영권 보호라는 명목 하에 KCC를 포함한 범 현대가 9곳이 현대엘리베이터 지분 16.2%를 매입하여 현대그룹을 위기에서 벗어나게 한다. 그러나 이들 외국인의 주식 매수 목적이 경영권 혼란을 틈탄 단순 시세차익 실현이라는 점이 밝혀지고, 10월 21일 현정은이 신임 회장으로 선임되면서 KCC는 현대그룹이 정씨 피가 섞이지 않은 현정은의 현씨와 김문희의 김씨로 넘어가서는 안 된다는 논리로 비밀리에 뮤추얼 펀드 3곳(7.81%)과 단독 사모펀드(12.82%)를 통해 현대엘리베이터의 지분을 매집, 11월 14일 현대그룹에 대한 인수를 공식 선언한다.
이후 현정은과 KCC는 약 8개월 동안 경영권 분쟁을 이어갔으나, 이 과정에서 KCC가 지분 매입 과정에서 보유 비율이 5%를 초과할 경우 5일 이내에 공시해야 하는 소위 '5% 규정'을 어겨 2004년 2월 11일 증권선물위원회로부터 지분 20.78%에 대한 강제 처분 명령을 받은 것이 결정적 계기가 되어 3월 30일 주주총회에서 현정은 측이 승리를 거두면서 KCC와의 경영권 분쟁은 일단락된다. 이렇게 정몽헌 회장 사후부터 이어진 경영권 분쟁으로 현대그룹은 대외적 이미지 하락 및 재도약 지체 등의 차질을 입었다.
경영권 분쟁에서 패배한 후 KCC는 2006년 3월 27일 KCC가 보유 중이었던 현대엘리베이터 지분 21.47%와 계열사 KCC건설, 울산화학, 정상영 명예회장의 지분 4.07%를 전량 쉰들러엘리베이터에 매각한다.

### 쉰들러엘리베이터
쉰들러엘리베이터는 2004년 현대엘리베이터에 투자를 시작하여 2010년까지 현대엘리베이터와 협력 관계를 구축해 왔으며 실제 쉰들러엘리베이터에서 엘리베이터를 설치할 때 현대엘리베이터의 제어반 등 각종 부품을 공유하여 사용하기도 하였다. 그러나 2011년 쉰들러가 이사회의사록 열람 등사 허가신청, 회계장부 열람 등사 가처분 신청 등 현대엘리베이터의 경영 정보 공개를 요구하는 소송을 제기하면서 관계가 틀어지게 되고, 이후 쉰들러는 2013년 현대엘리베이터에 대해 적대적 인수합병을 시도해 KCC그룹 등이 가지고 있던 지분을 사들이며 지분율을 34%까지 끌어올려 2대 주주가 되었다. 같은 해 2월 현대엘리베이터가 투자자들을 대상으로 신주 160만 주를 발행하는 969억 원 규모의 유상증자를 추진하자 쉰들러는 지배주주의 이익을 위한 유상증자는 무효라는 이유로 현대엘리베이터의 신주 발행을 금지해 달라는 소송을 제기했으나 2014년 2월 24일 기각되었다.
한편 쉰들러 측은 2014년 1월 10일 현정은 현대그룹 회장과 현대엘리베이터 이사진을 비롯한 현대그룹 측이 현대엘리베이터를 통한 현대상선의 지배권을 유지하기 위해 승강기 사업과 무관한 파생상품계약을 체결해 회사에 막대한 손해를 입혔다는 이유로 7,180억 원을 배상하라는 주주대표소송을 냈다. 현대엘리베이터는 당시 현대중공업그룹의 현대상선 지분 취득으로 최대 주주 자리를 잃게 되자 경영권 방어를 위해 2006년 8월 케이프포춘과 현대상선 주식 2.26%에 해당하는 주식을 기초로 한 옵션계약, 2006년 10월 넥스젠캐피탈과 현대상선 지분 4.51%에 해당하는 주식을 기초자산으로 하는 총수익스왑 계약을 체결하고 2010년부터 2013년까지 추가적으로 NH투자증권, 교보증권, 메리츠종금증권 등과 파생상품계약을 체결하는 등 총 5개 금융사와 현대상선 주식을 기초자산으로 우호지분 매입을 대가로 하여 연 5.4 ~ 7.5%의 수익을 보장해 주는 파생상품계약을 체결하면서 현대중공업그룹보다 더 높은 지분을 유지했는데, 당시 현대엘리베이터가 체결한 파생상품 계약은 현대상선 총주식의 13.33%에 해당하는 엄청난 규모에 달했다. 그러나 이후 현대상선의 주가가 하락하면서 무리한 파생상품 거래로 인해 2009년부터 2013년까지 파생상품 거래 손실 규모는 710억 원, 평가손실은 4,291억 원에 달했고 쉰들러 측은 이러한 무리한 파생상품 거래가 현대엘리베이터의 정상적인 경영 활동 범주를 벗어나 현정은 회장의 그룹에 대한 영향력 유지를 위한 수단이며 상호저축은행법 제37조에 명시된 신용공여금지 조항에 위배된다고 주장하였다.
또한 쉰들러는 현대엘리베이터가 2014년 1,900억 원, 2015년 2,700억 원 규모로 추진한 유상증자로 쉰들러의 지분율이 15%대까지 떨어지자 유상증자가 회사의 신규 사업과 회사의 운영 자금이 아닌 현정은 회장의 경영권 강화를 위한 목적으로 이루어졌다며 2대 주주로서 계속해서 반대표를 행사해 왔고 2015년에는 금융감독원에 민원을 제기하기도 하였다.
2016년 8월 수원지방법원 여주지원은 현대상선 파생상품 거래에 대해 1심에서 파생상품계약이 핵심 계열사의 경영권을 안정적으로 확보하기 위한 수단이라는 현대엘리베이터의 의견을 받아들여 소송을 기각하였으며 이후 관련된 사항에 대해 경제개혁연대가 제기한 특경가법 위반, 즉 배임 혐의 등에 대해서도 무혐의 처분이 내려졌다.
2017년 박근혜-최순실 게이트가 터진 후 삼성물산과 제일모직의 합병에 박근혜 정부가 관여한 것이 드러나면서 외국계 자본의 한국 정부를 상대로 한 투자자 국가 분쟁 해결(ISD)가 잇다름에 따라 쉰들러엘리베이터 또한 2018년 7월 11일 한국 정부를 상대로 한 3,000억 원 규모의 ISD 제기의 일환으로 국제투자분쟁처리센터에 중재의향서를 제출했다. 이때 쉰들러는 유상증자는 법적으로 회사 신규 사업이나 운영 자금 마련 목적으로만 이뤄져야 하는데 현대엘리베이터 현정은 회장이 경영권 방어를 목적으로 수 차례 유상증자를 했으며 이를 금융감독원이 불법으로 승인하여 회사 측이 막대한 피해를 봤다고 주장하였다.
한편 쉰들러는 현대상선 파생상품 거래 주주대표소송 1심에서 패소한 후 항소를 제기하였는데, 현대엘리베이터와 쉰들러 양측의 법적 분쟁을 마무리짓기 위해 3차례에 걸쳐 조정이 이루어졌지만 2018년 12월 최종적으로 조정이 결렬되었으며 재판이 표류하면서 최초 소송 제기 당시 7,180억 원이었던 배상금의 규모는 이자비용이 붙어 7,500억 원을 넘겼다. 2019년 9월 26일 서울고등법원은 현대상선 파생상품 거래에 대해 1심의 무죄 판결을 뒤집고 항소심에서 1,700억 원을 배상하라고 판결하여 원고인 쉰들러 측의 손을 일부 들어주었으며, 현정은 회장 측의 배임 혐의 또한 일부 인정하면서 경제개혁연대의 현대엘리베이터에 대한 재기수사 명령 주장에 힘을 실어주었다. 이에 현대엘리베이터는 10월 2일 서울고법에 상고장을 제출하면서 소송은 대법원으로 넘어가게 되었다.

## 역대 대표이사
1984년 5월 23일 현대엘리베이터주식회사를 설립하면서 초대 대표이사 사장으로 김동윤(金東潤) 사장이 선임되었고, 부사장은 웨스팅하우스의 쿼스(L. W. Quoss)가 보임되었다.
1985년 5월 24일 이천공장 준공과 동시에 모기업인 현대중전기의 지주현(池珠賢) 사장을 2대 대표이사 사장으로 발탁하였다.
1993년 1월 1일부로 3대 대표이사 사장으로 박규직(朴圭直) 현대엘리베이터 부사장이 선임되어 1995년 11월 2일까지 직무를 수행하였으며, 기존 지주현 사장은 1995년 12월 31일까지 대표이사 회장으로 재직하였다.
1996년 1월 1일 박규직 사장의 후임으로 현대건설의 백영문(白永文)이 4대 대표이사 사장을 2001년 3월 22일까지 역임하였다.
이어 2001년 3월 23일부터 다음해 말까지 최용묵(崔容默)이 대표이사 부사장에 재직하였으며, 2003년 1월 1일자로 현대택배 부회장 강명구(姜明求) 이사를 대표이사 회장으로, 최용묵을 5대 대표이사 사장으로 선임하였다. 정주영 회장 사후 현대그룹이 현정은 회장 체제로 재편되며 강명구 회장은 2003년 12월 26일 퇴진하고 최용묵 사장은 재신임되어 현정은 현대그룹 회장을 지근거리에서 보좌하게 된다.
2007년 3월 최용묵 사장의 임기가 만료되고 재선임에 실패하면서 2007년 3월 30일 송진철 전 현대지네트 대표이사가 6대 대표이사로 선임되었다.
2011년 3월 25일 송진철 사장의 임기가 만료되어 장병우 전 오티스 엘리베이터 사장을 신임 대표로 내정하였으나 일신상의 이유로 사퇴하면서 7월 5일 한상호 전 오티스 엘리베이터 전무가 대표이사 부사장으로 임명되었고 2013년 12월 1일 7대 대표이사 사장으로 승진하였다.
한상호 사장의 임기가 만료되면서 2016년 3월 18일 장병우 상근고문이 재차 8대 대표이사 사장으로 선임되었다.
2019년 5월 28일 장병우 사장이 급성 뇌출혈으로 별세하면서 6월 5일 권기선 상무가 임시 대표이사로 선임되었으며 9월 11일 임시주주총회와 이사회를 거쳐 송승봉 부사장을 신임 대표이사 사장에 선임하였다.

## 네트워크

### 대한민국
이천 본사

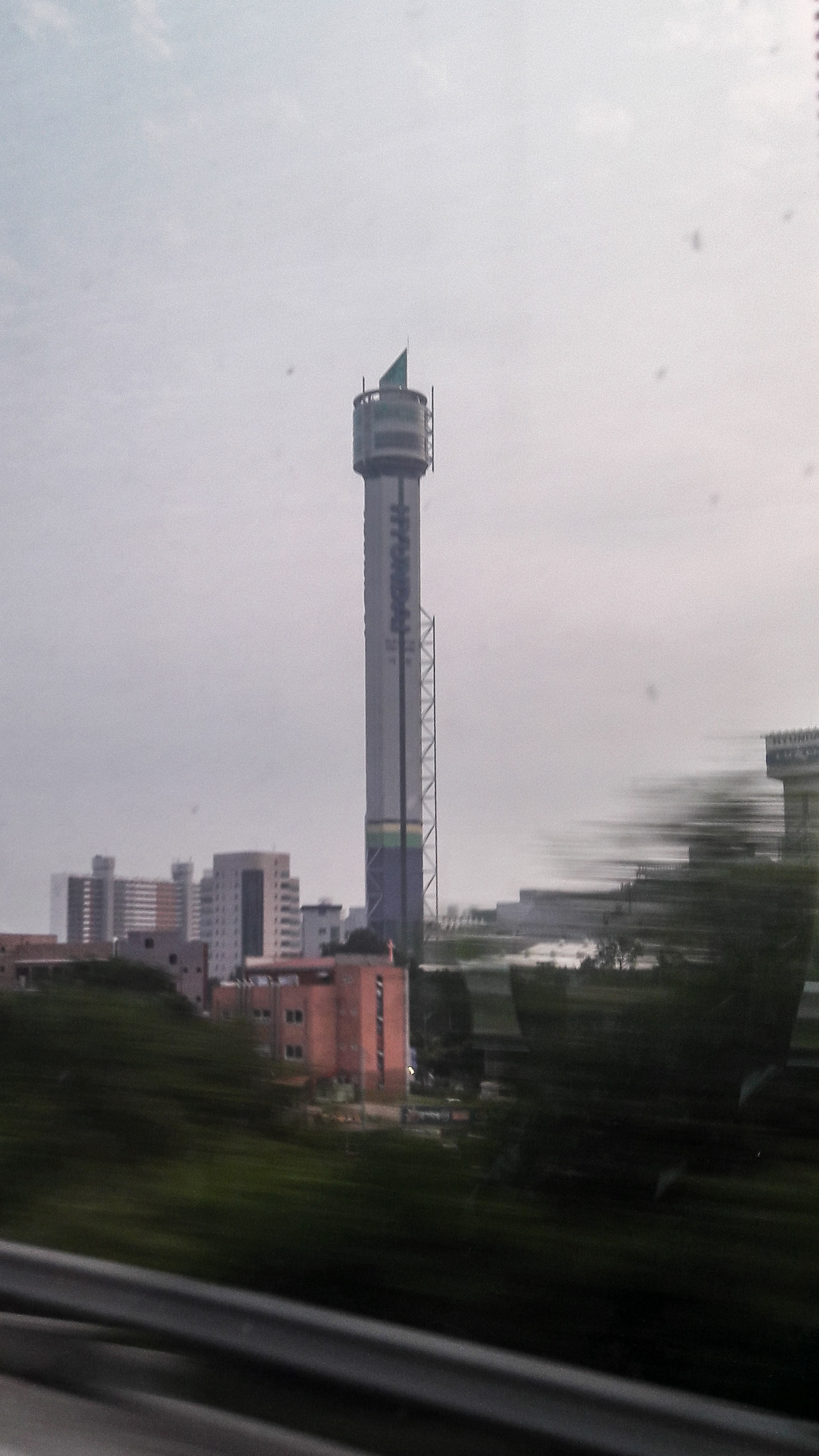
현대아산타워의 전경

1985년 5월 24일 49,587m2 규모의 부지에 준공된 현대엘리베이터의 본사는 경기도 이천시 부발읍 아미리에 소재하여 승강기 생산 공장과 기술 연구소, 고객케어센터 등을 갖추고 있다. 그러나 2019년 5월 2일 본사와 공장을 충주로 이전하면서 부지를 SK하이닉스에 매각하기로 결정함에 따라 조만간 기능을 다할 예정에 있다.
건평 13,223m2에 3층 규모의 제1공장은 에스컬레이터 240대를 포함하여 연간 1,000대의 승강기를 생산할 수 있었는데, 제1공장 준공 후 2년 만에 제1공장이 포화 상태에 이르렀고 특히 에스컬레이터의 수요가 비약적으로 증가하면서 현대엘리베이터는 30억 원의 자금을 투입하여 1988년 7월 연간 240대의 에스컬레이터를 생산할 수 있는 에스컬레이터 전용 공장인 제2공장을 증축했다. 제2공장을 증축하면서 현대엘리베이터는 에스컬레이터의 현장 설치 기간 단축과 원가절감을 위해 대한민국 최초로 공장에서 제품을 완전 조립하여 시운전까지 마친 후 현장에 반입하는 새로운 시스템을 도입했다. 1990년 11월에는 제3공장을 완공함과 동시에 기존 제1공장에 있던 기계가공, TM조립 생산라인을 제3공장으로 이전하였다.
현대아산타워
이천공장 내에는 2009년 4월 15일 준공된 엘리베이터 테스트 타워인 현대아산타워가 위치하고 있다. 현대아산타워는 철근 콘크리트 구조물로 삼각형 기둥, 원형 구조의 상부로 구성되어 있고, 지상 205.2m, 지하 15m로 엘리베이터 테스트 타워로는 세계에서 4번째로 높으며 건축 연면적은 총 4,351m2이다.
현대아산타워에는 1층과 50층을 잇는 승강기로는 2009년 준공 당시부터 설치되어 있던 분속 600m의 싱글데크 엘리베이터인 타임앤스페이스(Time & Space; 기존 최대 정격 속도가 확대되었다.) 2대와 세계 최고 속도의 분속 420m급 유선형 전망용 엘리베이터, 그리고 2010년 5월 설치된 분속 1,080m의 초고속 엘리베이터인 디엘(THE EL) 1080, 분속 600m의 고속 더블데크 엘리베이터인 디엘 600듀오가 설치되어 있고, 50층과 52층을 잇는 승강기로는 분속 60m의 무기계실(MRL) 승강기인 Yzer SSVF7이 설치되어 있으며 50층에는 승강기 환승장이 있다. 승강기에는 현재 층수에 따라 화면이 변화하는 3D 애니메이션 기법이 적용된 초대형 멀티비전, 유선형으로 설계된 인체공학적 실내 디자인, 그림자를 감지해 사람이 서 있는 부분의 바닥에만 조명이 켜지게 하는 LED 영역 표시 바닥 센서 등이 갖추어져 있고 디스플레이에 목적층을 손글씨로 입력하는 방식이 적용되어 있다.
1층에는 행선층 예약시스템을 통해 50층까지 운행하는 엘리베이터를 선택할 수 있는 테스트타워 로비, 현대엘리베이터 연혁과 엘리베이터 변천 과정을 비롯한 승강기의 역사가 정리된 홍보관, 주차시설에 대한 소개와 홍보영상이 마련된 주차설비관, 멀티미디어 시설을 갖춘 회의 시설과 함께 다양한 엘리베이터 의장품이 전시된 컨퍼런스 룸, 전시되어 있는 엘리베이터와 에스컬레이터 제품을 통해 최신 스마트 옵션 사양과 내부 인테리어, 조명, 버튼 등을 직접 볼 수 있는 승강기 쇼 룸이 갖추어져 있고, 50층~52층에는 원형으로 설계되어 사방을 볼 수 있는 스카이라운지, 엘리베이터의 소음과 진동에 대해 연구하는 소음진동 실험실과 부하실험이 이루어지는 부하실험실을 비롯한 연구시설이 갖추어져 있다. 현대아산타워는 시험을 목적으로 건축된 시설이기에 일정 기간 동안 한정적으로 실시되는 이벤트 기간 외에는 일반인에게 공개되지 않으며, 건설사나 입주민 대표를 비롯한 회사 방문객이나 임직원의 가족들에게만 공개된다.
그 외
이천 본사 외에는 서울사무소, 경기지사, 인천지사 등 제품문의, 설치문의, 견적문의를 담당하는 영업지사 12개소와 강북지사, 강남지사, 분당지사 등 유지관리 계약, 부품 및 자재 문의를 담당하는 서비스지사 18개소가 마련되어 있으며 충청남도 천안시 입장면 용정리에 물류센터 1개소를 두고 있다.

### 대한민국 외
현대엘리베이터는 대한민국 외에 중국, 베트남, 인도네시아, 브라질, 말레이시아, 터키 등 전 세계 6개 법인, 43개 대리점으로 총 49개국의 해외 시장에 진출한 상황이다.
현대엘리베이터는 1993년 8월 10일 중국 현지 승강기 제조업체인 장강전제유한공사와 51 대 49의 지분으로 합작법인인 상해현대전제제조유한공사를 설립함과 동시에 1994년 상하이 제1공장을 세웠으며, 초기에는 에스컬레이터만 생산하다가 1996년부터 엘리베이터도 제조하기 시작했다. 그러나 이때 현대엘리베이터는 중국 시장 진출 조건으로 중국 내수 시장에서 엘리베이터를 판매할 수 없었으며 장강전제유한공사가 중국 내수를 맡았고 현대엘리베이터는 제1공장에서 생산된 제품을 다시 해외에 수출하는 사업을 했다. 그러다가 현대엘리베이터가 2014년 합작회사의 지분 100%를 인수하면서 중국 내수 시장을 본격적으로 공략하기 시작했고, 제1공장이 승강기를 연간 최대 1만 3천여 대밖에 생산할 수 없어 사업 확대에 곤란을 겪자 2018년 3월 28일 상하이 금산공업구에 연간 생산량 2만 5천 대 규모에 14개소의 승강로를 갖춘 지상 175m·지하 10m 규모의 테스트타워와 연구개발센터 등이 딸린 스마트 공장을 추가로 착공, 2020년 3월 완공을 목표로 하고 있었으나 코로나19 범유행에 따라 중국 정부에서 공사 일시 중단을 지시하면서 준공이 연기되어 2020년 말에 완공될 예정이다.
1993년 9월 14일 필리핀 HYCO와의 합작으로 설립된 서비스법인인 현대엘리베이터 필리핀 서비스는 이후 동남아시아 외환 위기 당시 주력 수출 시장을 중국과 동남아에서 미국과 일본 등의 선진국과 서남아, 중동, 아프리카, 중남미 등의 신규 시장으로 넓히는 전진기지 역할을 담당하였다.
2008년 6월 30일에는 인도네시아 법인이, 2009년 4월 1일에는 기존 키네틱 엔지니어링과의 기술지원 계약을 통해 간접 진출했던 인도에 법인을 설립하였으며 2013년 1월 7일 브라질 법인을, 같은 월 23일에는 말레이시아 법인을 설립한다. 2014년 1월 25일에는 베트남에, 2016년 9월에는 터키에 법인을 설립하였다.
한편 브라질의 경우 2014년 4월 현지에 공장을 완공하여 승강기 생산 및 판매를 병행하였으나, 현지 경기 침체로 법인이 매년 순손실을 내자 2017년 초 브라질 공장의 가동을 잠정 중단하고 생산법인을 판매법인으로 전환하였으며, 2018년 3월 브라질 공장을 매각하기에 이른다. 특히 브라질 법인 설립 이전부터 현대엘리베이터와 협력하며 현대엘리베이터의 제품을 '현대 엘리베이터 울크(Hyundai Elevadores Wollk)'라는 이름으로 브라질에 설치 및 유지보수해온 현지 승강기 업체인 울크엘리베이터(Wollk Elevadores)에서 현대엘리베이터가 자체 법인을 설립한 이후로 파트너십 계약을 위반하고 울크 측을 배제하였다는 이유로 소송을 제기, 2020년 브라질 법원 2심에서 이를 인정해 일부 승소 판결을 내리면서 브라질을 비롯한 남미 메르코수르 시장에서의 전망은 부정적으로 예측되고 있다.

## 모델 및 브랜드

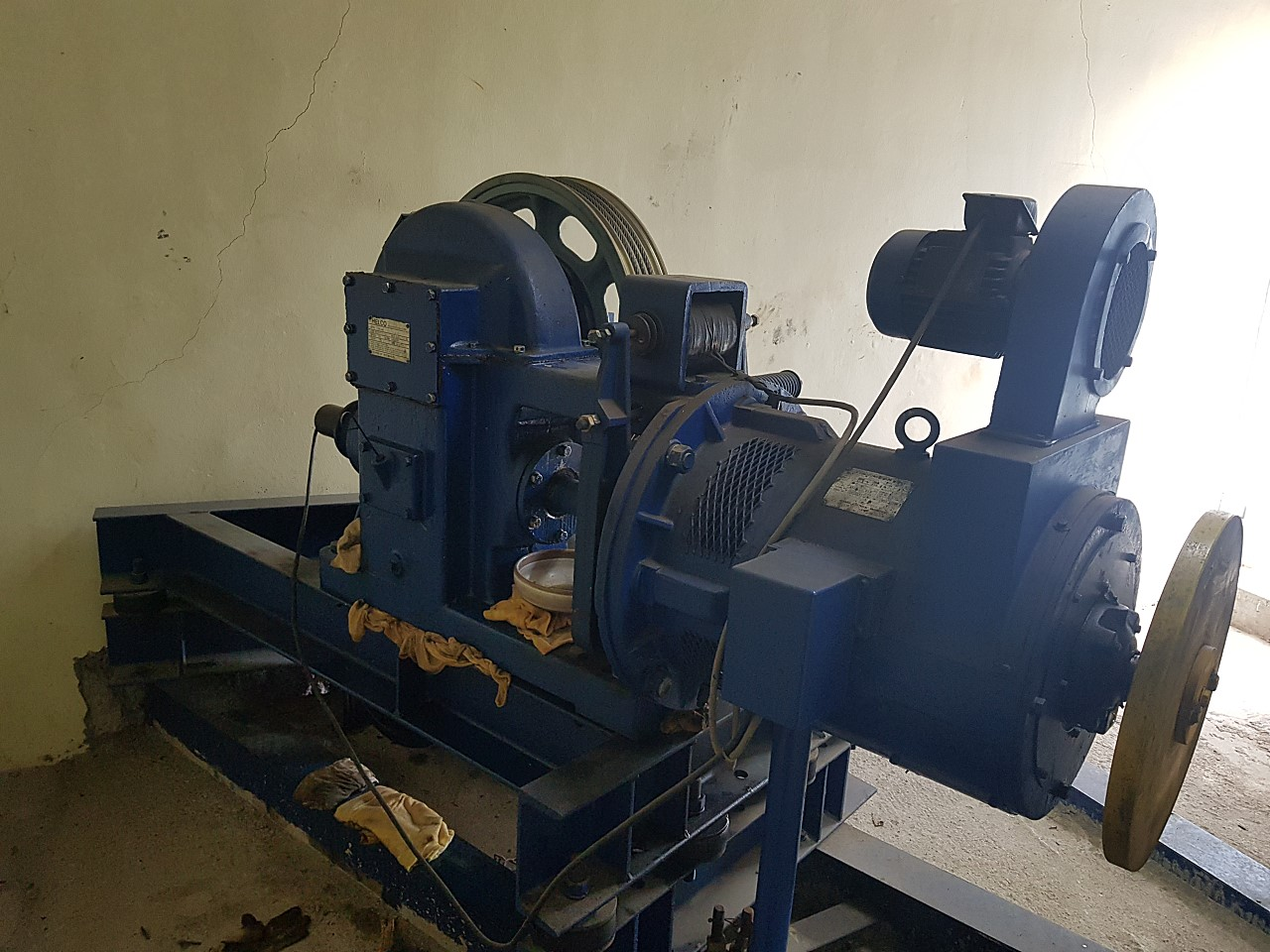
VAC 권상기
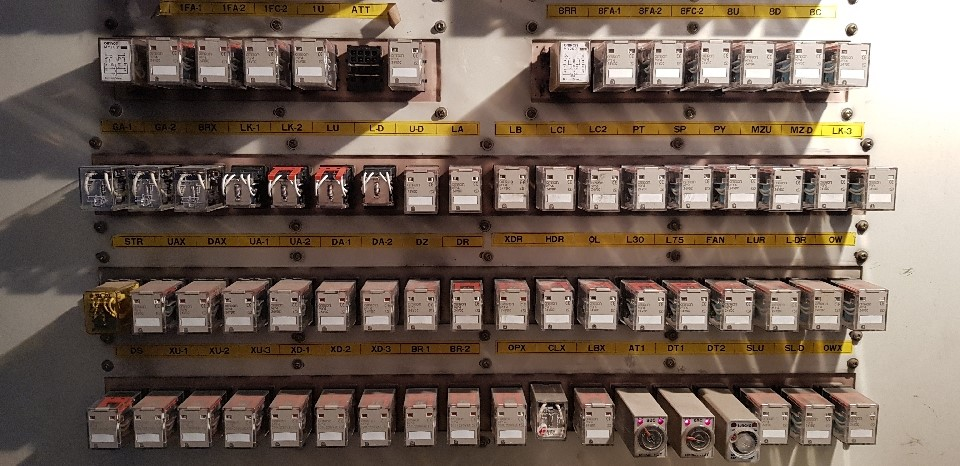
VAC 제어반
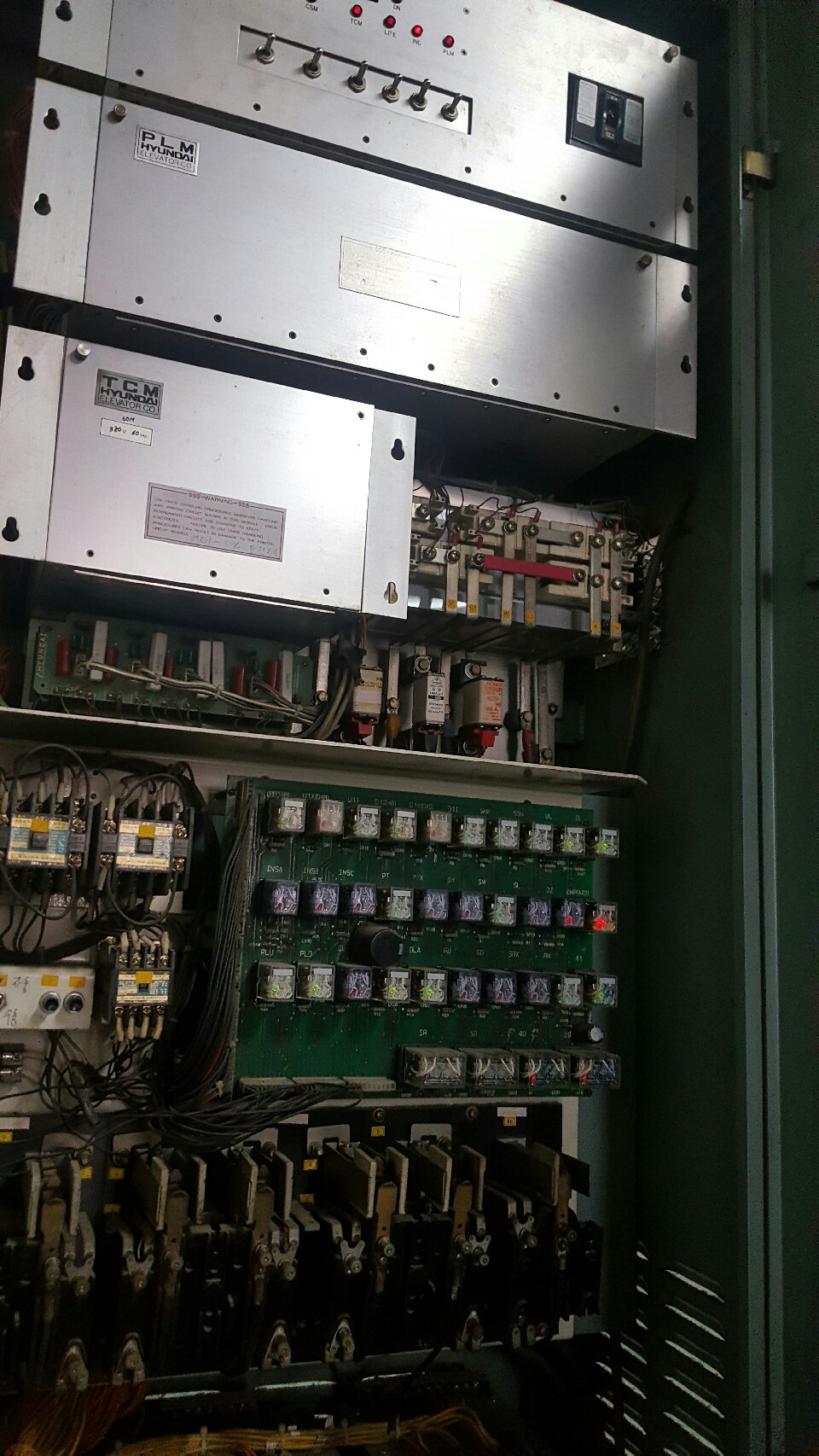
VVSR 제어반

1982년 12월 현대중전기 운반기계사업부는 종로구 계동의 현대그룹 사옥에 설치될 승강기 17대를 수주, 이듬해 9월 20일 1차로 14대를 성공적으로 납품하여 최초로 승강기를 설치하였으며 이어 현대건설이 시공한 아파트와 충주댐에도 승강기 여럿이 납품되었다. 1983년 10월에는 현재의 현대산업개발의 전신인 한국도시개발공사로부터 아파트용 엘리베이터 121대를 수주했는데, 이들 프로젝트에서는 일본 산세이(三精)로부터 주요 부품 도면 및 기술을 제공받아 국산화한 교류 귀환제어(1차전압 제어) 방식의 분속 60m급 VAC(Variable Alternating Current) 기종이 납품되어 이후 분속 60m급 이하의 현장에는 이 기종이 주로 판매되었다. 1990년에는 15~30층 아파트 현장 등에 납품되는 분속 60~105m급의 중속 마이크로프로세서 승강기인 슈퍼라이드(Super-Ride; VVSR) 기종의 자체 개발에 성공하였다. VVSR은 해외 기업과의 기술 종속 관계에서 벗어나 자체 기술로 개발한 최초의 첨단 승강기 기종이다. 두 모델은 1995년 단종되었다.
일부 중대형 빌딩에는 직류 제어방식을 채택한 모델이 설치되었는데, 해당하는 모델로는 유기어 방식으로 적선동 현대빌딩 등에 설치된 ERL, 그리고 무기어 방식으로 웨스팅하우스에서 수입해 들여와 서울아산병원 등에 설치된 MPM, 미국 도버에서 수입해 들여온 T3 모델(T3-GL이 이에 속함), 대전 갤러리아백화점 등에 설치된 TIV-VF(T4-GL의 인버터 개량형) 있었다. ERL과 MPM은 1990년 이후, 나머지 이들은 전부 1995~1996년까지 판매되었다.

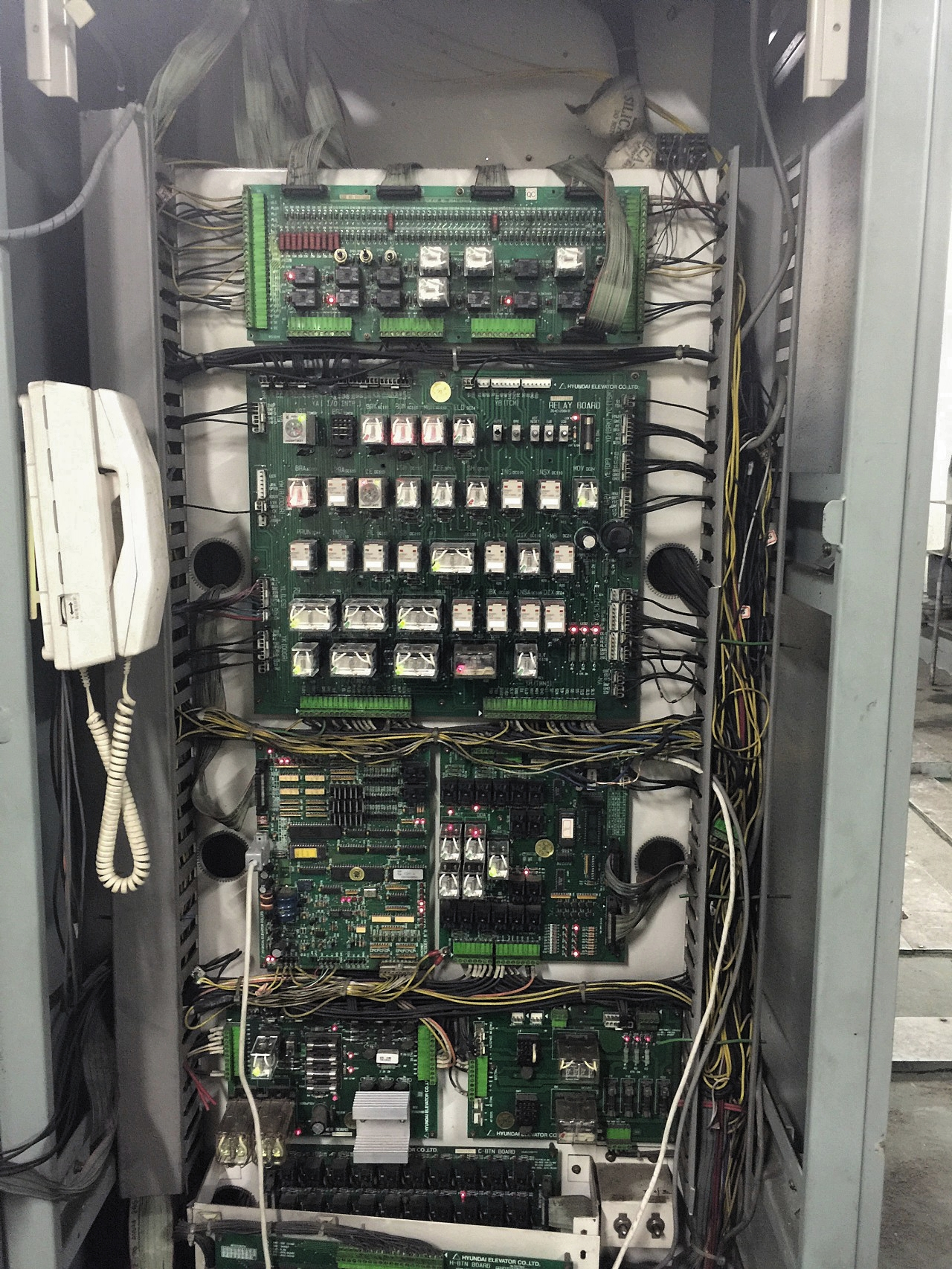
BAX-VF 제어반

1991년에는 VVVF 방식의 인버터 엘리베이터 기종인 60VF(분속 60m급)와 90VF(분속 90m급), BAX-VF(BAXCO; 최대 분속 105m급)를 개발하였다. VVVF 방식의 인버터 승강기는 기존의 교류 1차전압 제어 방식의 승강기에 비해 약 50%의 에너지 절감 효과와 안정적인 승차감 등을 보이며, 승강기 급정지 시 비상전원장치를 통해 가장 가까운 층으로 자동 이동하는 기능이 추가되어 안전성을 강화하였다. 두 기종은 1995년까지 판매되었다. 또한 1991년 9월 미국 박스코(Baxco)와 중·고속 엘리베이터 기술 도입 협약을 맺음으로써 헬리컬 기어가 적용된 최대 분속 105m급 BAX-VF 기종을 국내에 수입, 1999년까지 판매되었다.

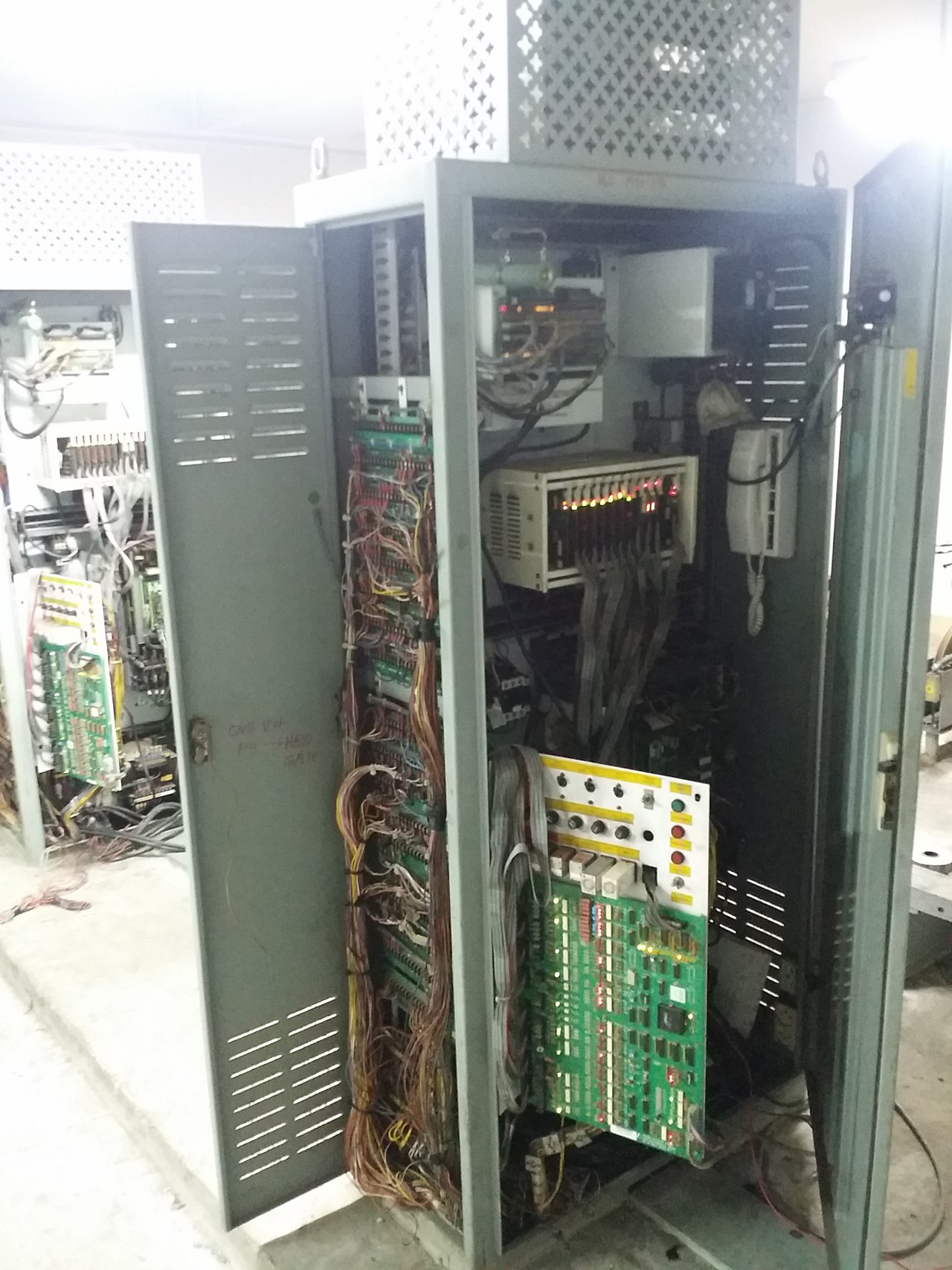
WC-VF 제어반

1994년 60VF의 후속작으로 행정거리 31층, 정격속도 90m/min 이하에 적용되는 WC-VF(World Class-Variable Voltage Variable Frequency)가 출시되었다. 더불어 1992년 12월 일본 니폰엘리베이터와의 기술 제휴로써 고속 무기어 기종인 NIPPON-VF의 수입이 개시되었으며, 두 모델은 2001년까지 판매되었다.
한편 현대엘리베이터는 미국 박스코와 일본 니폰엘리베이터의 기술을 바탕으로 1994년 자체 기술 연구를 개시, 1996년 AC 고층·고속 기종인 HVF 시리즈를 100% 자체 기술로 개발하는 데에 성공하였다. HVF 시리즈는 분속 120~300m급에 행정거리 최대 64층, 군관리 최대 8대까지 적용되며, HVF 시리즈를 구성하는 두 모델으로 HVF(-GD)는 헬리컬기어 모델으로서 1997년 6~9월 서소문동 동화빌딩에 분속 150m급 4대 등이 공급되었고, HVF-GL은 기어리스 모델으로서 1999년 5월부터 7월까지 목동 트윈빌에 분속 150m급 8대, 2000년 9월부터 2001년 4월까지 해운대 한화리조트 티볼리에 분속 210m급(승객용) 4대와 분속 180m급(비상용) 2대, 2002년 12월 분당서울대학교병원에 침대용으로 분속 150m급 2대 등이 공급되었으며 2002년까지 설치되었다.
이어서 1999년에는 HVF 시리즈의 차세대형 AC 고속 기종으로써 전작보다 진화한 첨단 시스템을 채택하여 에너지 절감 효과를 증대한 FI-VF 시리즈가 출시되었다. FI-VF 시리즈는 1세대부터 4세대까지로 구분되며 기본적으로 중속 현장에는 헬리컬기어, 고속 현장에는 기어리스 타입이 적용된다.
1999년부터 설치된 FI-VF (1세대)는 1999년 11월 분당 테마폴리스에 분속 105m급 6대, 2000년 12월부터 2001년 5월까지 현대41타워에 분속 210m급 4대와 분속 150m급 6대가 공급되는 등 2001년까지 설치되었다.
2001년부터 설치된 FI-VF2는 현대백화점 미아점과 목동점 등의 일부 점포를 비롯해 2001년 9월 일산 현대 아이스페이스에 분속 120m급 9대, 2002년 11월 분당서울대학교병원에 침대용 2대를 포함하여 분속 150m급 8대가 공급되는 등 2003년까지 설치되었다.
2002년부터 설치된 FI-VF3은 기어리스 타입의 경우 FI-3GL이라는 모델명으로도 판매되어 2002년 3월부터 10월까지 목동 하이페리온에 분속 180~240m급 25대 2002년 8월부터 2004년 1월까지 서울아산병원 서관에 분속 150m급 7대, 2002년 11월부터 2003년 3월까지 평촌 아이파크에 분속 120m급 9대, 2004년 9월부터 12월까지 파크 하얏트 서울에 분속 240m급 5대와 분속 180m급 2대, 2007년 12월 대전 매그놀리아 오피스텔에 분속 180m급 2대가 설치되는 등 2007년까지 설치되었다.
2006년부터 설치된 FI-VF4는 기어리스 타입의 경우 FI-4GL이라는 모델명으로도 판매되어 2006년 6월부터 9월까지 잠실 트리지움에 분속 105m급 16대, 2008년 3월 대전 매그놀리아 오피스텔에 분속 180m급 3대, 2008년 3~5월 대전 스마트 시티에 분속 180m급 18대가 설치되는 등 2010년까지 설치되었다.
한편 중저속 시장에서는 1998년 WC-VF의 후속 기종으로서 기존 제품과 비교하면 카 측은 물론 홀 측도 통신 방식을 이용함으로써 설치 및 조정을 간소화한 기어드 모델인 STVF-1을 출시한다. STVF-1은 줄여서 STVF, 또는 ST1이라고도 일컫는다. 이어서 2000년 10월에는 전작인 ST1에서 특수 사양을 위해 설계된 부분들을 제거하여 고장 부위를 최소화하고, 제어반의 최적 설계로 운반이 용이하고 기계실의 공간 활용도를 높인 모델인 STVF-2(또는 ST2)를 출시한다. 2002년 5월에는 STVF-2와 많은 부분의 부품을 공유하면서도 위치제어를 인버터에서 담당하도록 하여 다중 패턴 방식 및 즉시 착상을 할 수 있도록 함으로써 적용 범위를 정격 속도 최대 120m/min에 최대 군관리 대수가 4대까지 증가한 중고층 특화 모델인 STVF-3(또는 ST3)과, 마찬가지로 STVF-2와 많은 부품을 공유하면서도 STVF-3과는 반대로 기존 제품을 소형화 및 간편화하고 저용량 저층용으로 특화시킴으로써 시장 경쟁력을 강화하고 설치 및 조정 시 협소한 작업 공간에 적합한 시스템이 되도록 설계한 STVF-4(또는 ST4)를 출시한다.
기어드 제품인 STVF 시리즈와는 별개로, 현대엘리베이터는 1995년 2월 기계실 없는 엘리베이터(Machine Room Less; MRL)의 연구에 착수하여 1999년 9월 대한민국 내에서 최초로 개발에 성공하였으며 이를 스페이스세이버(SpaceSaver)라는 브랜드로 국내에 출시한다. MRL은 엘리베이터의 구동부와 제어부를 초소형·초박형으로 제작하여 승강기 기계실을 없앴기 때문에 건축 비용을 절감하고 건물 하중을 경감하며 지붕선(스카이라인)을 더 다양하게 설계할 수 있다. 특히 스페이스세이버는 구동부에 유도전동기 대신 영구자석식 동기전동기를 적용함으로써 소음과 진동을 줄이고 기존 로프식 제품 대비 최대 30%, 유압식 제품 대비 최대 75%의 전력을 절감하였으며 구조적으로 누유와 폐유가 발생하지 않는다.
최초로 개발 및 판매가 개시된 현대의 MRL 제품은 하부구동형 MRL인 SpaceSaver-I이다. 그러나 SpaceSaver-I은 구동 및 제어부의 축소와 구동 출력의 확대라는 이중적 부담을 해결하는 데에 한계가 있었고, 하부구동형 특성 상 여름철에 침수 우려가 있는데다가 운행 거리에 제한이 있어 20층 이상의 고층 건물에는 적용하기 어려웠다는 단점이 있었다. 이 때문에 현대엘리베이터는 이러한 문제점을 보완하여, 2000년 7월 최대 운행 높이는 32층에 최고 운행 속도는 120m/min까지 적용 가능한 상부구동형 MRL 'SpaceSaver-II'를 개발하였고, SpaceSaver-I(하부구동형 스페이스세이버)와 SpaceSaver-II(상부구동형 스페이스세이버 2)를 묶어 SSVF라고 명명하였다. 이어서 현대엘리베이터는 측면 직상하부 구동형 MRL인 SpaceSaver-III(SSVF3)를 출시한다. 이들 MRL은 출시 후 2002~3년 부천시 범박 힐스테이트(당시 범박동 현대홈타운) 1~6단지에 운행 거리 최대 26층의 분속 90m급 MRL 121대를, 2003년 6~10월 송파구 롯데캐슬 파인힐에 최대 35층을 운행하는 분속 120m급 MRL 5대를 설치하는 등 4년 동안 1,500대가량이 공급되었다.
한편 2003년 2월에는 초고속 승객용 엘리베이터 투입 목적으로 개발된 모델인 T&S(타임앤스페이스, Time & Space)가 출시되었다. T&S는 고효율 영구자석을 이용한 기어리스 권상기와 고정밀제어의 인버터 구동시스템을 탑재하였고, 지능형 마이크로프로세서와 데이터 네트워크형 분산 제어 시스템을 채용해 고속 주행 시에도 부드러운 승차감과 높은 안전성을 띠었으며, 에너지 절감형 인버터 제어방식을 채택하여 기존의 승강기에 비해 전력을 약 30% 절감하는 효과를 내었다. T&S의 최대 정격 속도는 출시 초기에는 360m/min이었다가 2008년 600m/min으로 확대되었으며, 경남 센트로팰리스, 철도기관 공동사옥, 펜타포트, 디큐브시티, 청라 롯데캐슬 오피스텔 등 초고층 오피스 건물 및 공동주택 위주로 2012년까지 판매되었다.
2004년 7월 14일에는 STVF-3을 기반으로 설계되어 소소한 개량이 이루어진 모델인 STVF-5(또는 ST5)가 출시되었으며, STVF 시리즈의 ST1~ST4는 판매가 중단되어 ST5로 일원화되었고 이어서 MRL 브랜드인 와이저 역시 ST5에서 사용되는 제어반이 적용된 SSVF5로 판매가 일원화된다.

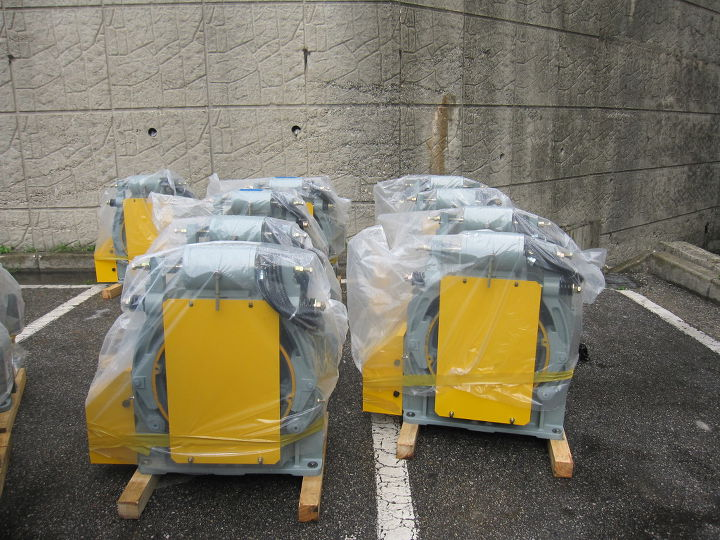
LXVF1 권상기
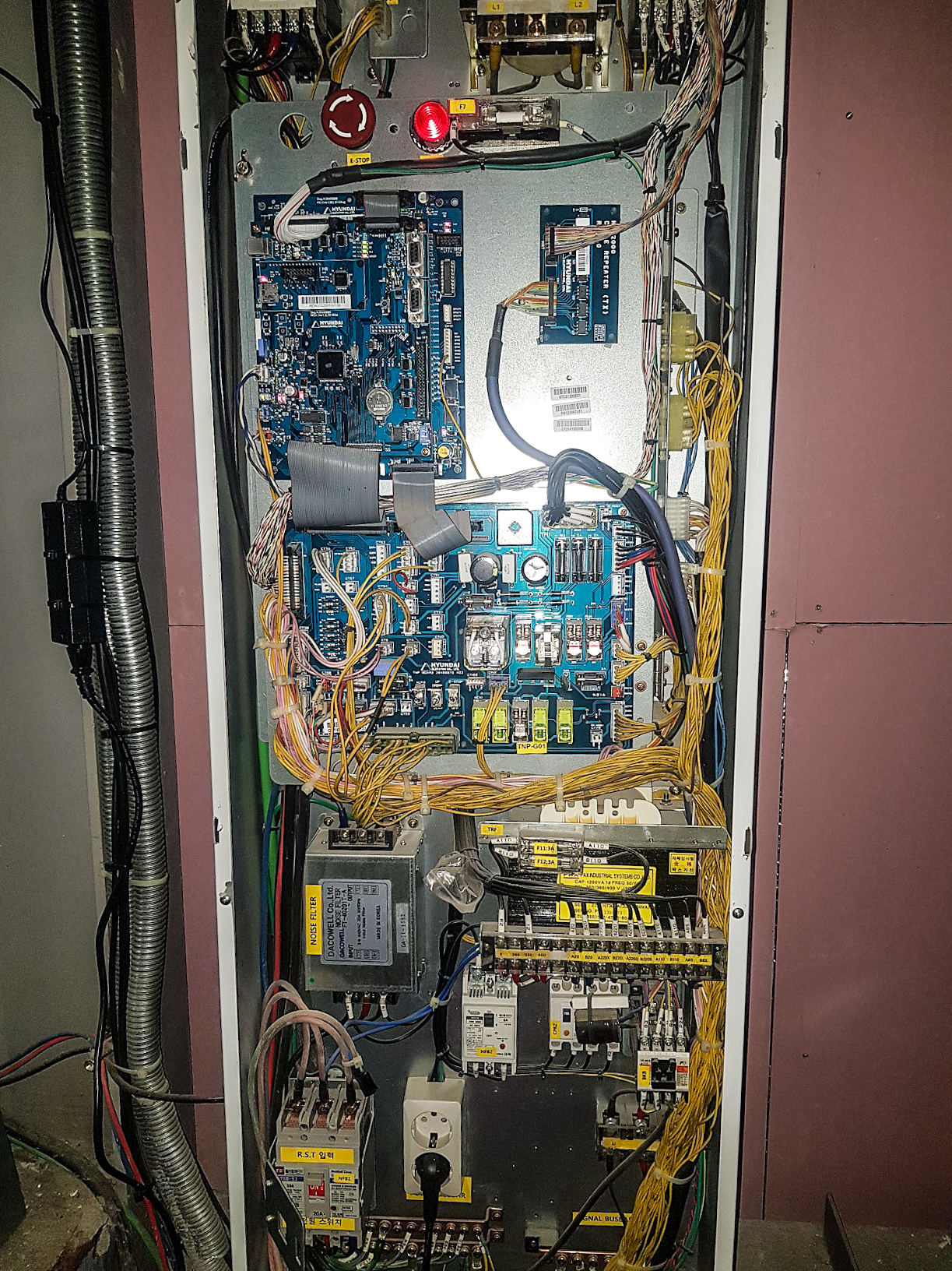
SSVF7 제어반

2006년 4월 12일, 현대엘리베이터는 기존에 고속용과 MRL에만 적용되던 기어리스 권상기를 중저속용 승강기에도 도입한 중저속 기어리스 브랜드인 루젠(LUXEN)을 출시하였다. 루젠은 '경제성'을 뜻하는 Lucrativeness의 앞 글자 'LU'와, '친환경성 '을 뜻하는 Environment의 'EN' 사이에 곱하기 부호인 'X'를 넣어 'LUXEN'이라고 명명되었다. 이러한 루젠은 기어를 사용하지 않는 기어리스 타입이기 때문에 기어의 맞물림과 로프의 고유진동에 따른 떨림이 없어 기존의 기어드 제품보다 정숙하고 부드러운 승차감을 느낄 수 있으며, 기어드 제품과 달리 에너지 손실이 발생하는 웜감속기를 사용하지 않기 때문에 10% 내외의 에너지 절감 효과를 낼 수 있다. 또한 권상기의 크기가 기존 기어드 제품보다 훨씬 작아 승강로와 동일한 면적의 초소형 기계실에도 설치할 수 있으며, 기어 오일을 사용하지 않아 환경친화적이라는 특성도 있다.
최초로 판매가 개시된 루젠 제품은 LXVF1으로, STVF-5에서 사용되던 제어반을 베이스로 설계되었기 때문에 LXVF5, 또는 ST5GL이라고도 불린다. 루젠은 2006년 4월 중순에 판매가 개시된 이후 5월 말까지 한 달 반 동안 현대엘리베이터 전체 수주 물량인 800대 중 198대를 차지하였으며, 6월 26일에는 인도네시아의 자카르타에 위치한 35층의 고층 아파트인 '프렌치 워크'와 15층 대형 복합건물인 '그랜드 인도네시아' 두 곳에서 수주받은 39대의 물량 중 31대를 분속 90~150m급의 루젠으로 설치함으로써 최초로 해외 수주를 받기도 하였다. 10월 말까지 루젠은 해외 수주분을 포함하여 1,700여 대가 판매되었으며, 오티스 엘리베이터 또한 루젠에 맞서 8월 중저속 기어리스 브랜드인 아이리스(IRIS)를 출시하였다.
2009년 6월 17일에는 STVF-5의 후속작인 STVF-7(또는 ST7)이 출시되었다. ST7은 전작과 대비하여 고성능 32비트 CPU를 적용하여 처리 속도를 향상하고 통신 인터페이스와 기능을 확장하였으며, 회생 에너지를 전원 측으로 돌려 에너지 효율 향상 및 발열 최소화 효과를 거둘 수 있는 경제형 전력 회생 제어 인버터를 적용하였다. 또한 기계실의 컨트롤 패널과 케이지 부분 간에서 안전 계통과 관련된 중요 신호를 제외한 일반적인 신호 전송에는 시리얼 통신을 적용하였으며, 승강기 상태 확인과 데이터 설정에는 VF7 전용 툴을 이용하도록 설계하였다. STVF-7에 적용된 제어반의 경우 PCB 구조가 기어드는 물론 기어리스와 MRL 등에도 구분 없이 공용 사용할 수 있도록 설계되었기 때문에, ST7의 출시와 동시에 와이저와 루젠에서도 각각 해당 제어반이 적용된 SSVF7과 LXVF-7이 출시되었다.
2012년 봄에는 Time & Space의 대체 목적으로 고속 브랜드인 아이젤(i-XEL)과 디엘(THE EL; Exclusive Leader)을 출시하였다. 아이젤은 다극 배열이 가능한 영구자석 기어리스 권상기를 적용하여 기존 유도전동기 방식과 대비해 약 50%의 공간 절감과 25%의 에너지 절감 효과를 낸 브랜드로, 분속 180m와 300m급 사이의 고속 승객용 또는 중속 대용량 승강기에 해당한다. 아이젤은 2012년 4월부터 11월까지 서울아산병원 동관에 분속 180m급 아이젤 8대가 판매된 것을 시작으로 2012년 12월부터 2013년 7월까지 해운대 힐스테이트 위브에 분속 240m급 49대, 분당서울대학교병원에 2012년 11월부터 2013년 1월까지 분속 120m급 4대와 분속 180m급 10대, 2014년 10월부터 2015년 2월까지 광교 푸르지오 월드마크에 분속 180m급 4대와 분속 210m급 4대, 2014년 12월부터 2015년 2월까지 송도 센트럴파크 푸르지오에 분속 210m급 12대, 2015년 4월부터 2016년 3월까지 일산 요진 와이시티에 분속 150~240m급 48대, 2015년 9월부터 11월까지 롯데캐슬 캠퍼스타운 아파트에 분속 210m급 16대가 공급되는 등 HSVF라는 모델명으로 판매되었다.
디엘은 동기전동기 3개를 결합한 초고속 9상 동기전동기를 채택하여 모터나 제어장치 등 일부 부품에서 문제가 발생하더라도 나머지 부품을 이용해 속도만 3분의 2로 감소한 상태로 운행이 가능하며 제품 경량화와 함께 운행 중 발생하는 에너지를 재사용할 수 있도록 전력 회생용 인버터를 적용한 브랜드로, 2010년 5월 25일 이천 현대아산타워에서의 테스트를 통해 개발되어 2012년부터 분속 300m급 이상의 초고속 승객용 또는 분속 180m급 이상의 대용량 승강기의 범위에 대해 판매가 개시되었다. 디엘은 2012년 2월 파크하얏트부산에 분속 210m급 2대, 11월에 분속 360m급 2대가 공급된 것을 시작으로 2012년 7월 송도G타워에 분속 360m급 2대, 2013년 6월부터 2014년 4월까지 부산국제금융센터에 분속 240~600m급 22대, 2014년 5~6월 나주시 한국전력공사에 전망용 1대를 포함한 분속 300m급 6대가 공급되는 등 SUVF라는 모델명으로 판매되고 있다.
한편 디엘과 함께 개발된 현대엘리베이터 최초의 더블데크 엘리베이터 브랜드인 디엘 듀오(THE EL Duo)는 2대의 엘리베이터가 수직으로 연결되어 동시에 운행함으로써 수송 능력을 최대 1.8배까지 향상하고 다양한 층고에 대응할 수 있도록 상부와 하부 케이지의 간격을 7m 이상 조절할 수 있는 '자동 층 간격 맞춤 장치'가 적용된 브랜드로, 2015년 2월 용산 LG유플러스 사옥에 대한민국 최초의 더블데크 엘리베이터로서 정격 속도 240m/min에 총 정격 하중은 3,200kg 48인승인 HSVF로 첫 설치되었다.

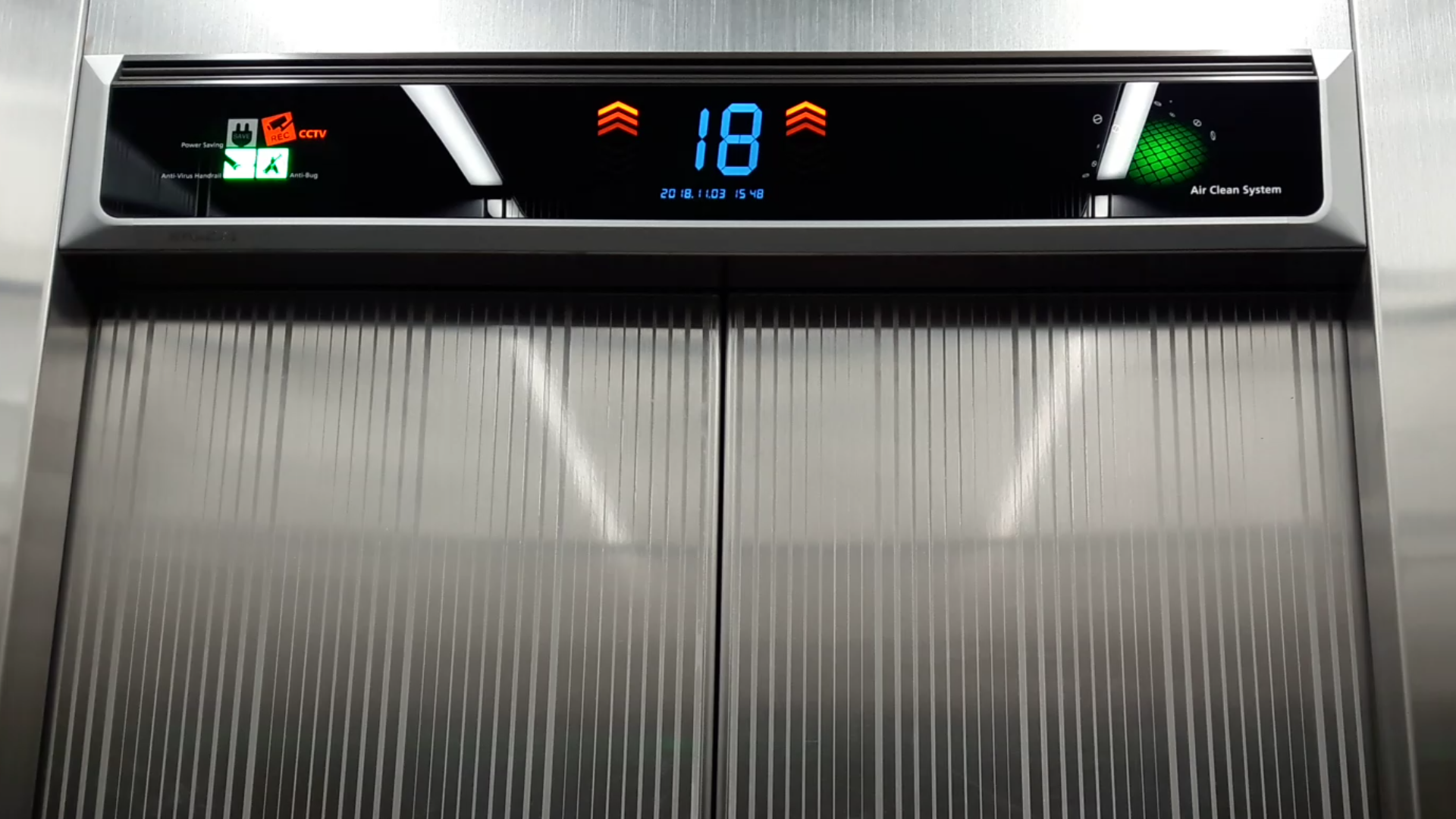
뉴와이저 스마트 인디케이터

2013년 6월 3일에는 새로운 승강기 제어 시스템인 WBVF(World Best Variable Voltage Variable Frequency) 시리즈를 출시하였다. WBVF 시스템은 전작인 VF7 시스템과 대비했을 때 엘리베이터 제어와 모터 드라이브 제어가 하나의 보드로 통합되어 있고, 빠른 데이터 처리 성능을 위해 메인보드를 32비트 ARM CORE으로 적용하였다. 또한 실시간 운영체제인 RTOS(Real Time Operation System)를 탑재하여 실시간 제어 처리 능력을 구현하였고, VF7과 마찬가지로 엘리베이터 상태 확인과 데이터 설정에 WBVF 전용 HHT를 사용하도록 설계하였다. WBVF 시스템은 출시 직후 기어드 제품과 MRL 제품(와이저)에 우선적으로 적용되었으며, WB 시스템이 적용된 기어드 모델에는 3상 유도전동기 방식의 모터가 적용되어 WBST(또는 WBST1)라는 모델명으로 판매되었고 MRL 와이저 모델에는 3상 동기전동기가 적용되어 WBSS1이라는 모델명으로 판매되었다. 이어서 2014년 3월부터는 기어리스 루젠 모델에 WBVF 시스템을 적용하여 WBLX(또는 WBLX1)의 판매가 시작되었다. 루젠의 경우 WBVF 제어반을 적용하면서 최고 적용 가능 속도 범위가 210m/min으로 확대되었다.
2014년 5월 1일, 기계실 없는 엘리베이터(MRL) 와이저의 신 브랜드인 뉴와이저(NEW YZER)를 출시하였다. 뉴와이저는 승강로와 피트 깊이를 최소화해 기존 와이저와 대비하여 최대 5%(9인승 기준)의 공간 절감 효과를 거둔 브랜드이다. 뉴와이저에는 와이드 LCD 패널로 제작되어 층수, 현재시각 등 기본 정보와 함께 CCTV, 절전 기능, 항바이러스, 초음파 해충 방지 기능 및 공기 정화 시스템의 작동 여부를 표시하는 스마트 인디케이터(Smart Indicator)가 적용된다. 또한 스마트 인디케이터와 일체형 디자인으로 설계된 공기청정기(더블 클린 시스템)는 유해물질과 악취 발생 물질을 99% 이상 제거하고 음이온을 발생시키는 기능을 한다. 승강기 내부 핸드레일(손잡이)은 인체공학적으로 설계되어 항바이러스 소재가 적용되었고, 무색무취의 초음파를 쏘아 개미·모기를 비롯한 해충의 출입을 막는 초음파 해충 방지 기능이 추가되었으며, 50mm 미만의 초슬림 LED 천장이 적용되어 높은 천장고와 소비 전력 감소, 실내 밝기 향상을 도모하였다. 더불어 녹색 빛을 띠는 최신형 콜 버튼과 블랙-실버 투톤 컬러가 매칭을 이루는 외부 위치표시기를 새로 개발·적용하여 현대엘리베이터의 패밀리룩 디자인을 완성하였으며, 무거운 물건을 들은 이용자 등 버튼 조작이 어려운 승객을 위해 외부 홀 버튼 아래의 바닥에 발을 갖다 대면 발의 움직임을 인식해 승강기가 자동으로 호출되는 '터치리스 풋버튼'이 옵션 사양으로 새로 추가되었다. 뉴와이저를 설치할 때에는 뉴와이저 블랙(Black), 뉴와이저 브론즈(Bronze), 뉴와이저 샴페인골드(Shampagne Gold), 뉴와이저 실버(Silver)의 4가지 내장재 디자인을 선택할 수 있으며, 위치표시기가 상하로 긴 형태인 디럭스(DELUXE) 타입의 경우 뉴와이저 디럭스 블랙과 뉴와이저 디럭스 브론즈의 2가지 내장재를 선택할 수 있다. 이처럼 뉴와이저에 적용되는 디자인 및 옵션들은 출시 직후에는 WBSS2에만 적용 가능하였으나, 2015년 여름 이후로 평촌 관악타운아파트를 시작으로 WBSS1을 비롯한 기존 와이저 모델은 물론 루젠 WBLX 등 WBVF 시스템이 적용된 기종에는 전부 적용할 수 있게 되었다.
한편, 출시 후 한동안 와이저·뉴와이저와 루젠, 기어드와 같은 중저속 브랜드에만 적용이 가능했던 WBVF 시스템은 2015년 후반 회현동 티마크그랜드호텔에 분속 180m급 아이젤에 WBVF 시스템이 적용된 것을 시작으로 아이젤에도 적용이 가능하게 되었다. WBVF 제어반이 적용된 아이젤은 WBHS(또는 WBHS1)라는 모델명으로 판매되었으며, 2016년 4월부터 7월까지 한국도심공항타워빌딩에 분속 210m급 3대와 분속 180m급 3대, 2016년 10월부터 2017년 6월까지 서울드래곤시티에 분속 240m급 23대와 분속 210m급 3대 및 분속 150m급 2대, 2017년 3월 용산 푸르지오 써밋에 분속 210m급 7대와 래미안 강동 팰리스에 분속 210m급(승객용) 15대 및 분속 180m급(비상용) 3대, 2017년 4월 래미안 용산 더 센트럴에 비상용으로 분속 150m급 2대, 2017년
12월부터 2018년 7월까지 해운대 한화리조트 티볼리에 분속 210m급(승객용) 4대와 분속 180m급(비상용) 2대, 2018년 2월 서초구 아크로리버뷰에 분속 210m급 10대, 2018년 4월 대구 영남타워에 분속 210m급 4대 등이 설치되었다. 디엘의 경우 2017년 2월 서울드래곤시티에 WBVF 시스템이 적용된 분속 180m급이 3대 설치되었으나 모델명은 기존의 SUVF에서 변함이 없었으며 WBVF 이전에 사용하던 음성안내장치를 그대로 장착한 상태였다.
2016년 12월 1일에는 건축물에 따라 디자인 선택의 폭을 넓힐 수 있도록 새로운 디자인 브랜드인 뉴와이저 시그니처(NEW YZER SIGNATURE)와 이노버(INNOVER) 2종을 출시했다. 뉴와이저 시그니처는 에메랄드와 토파즈, 가넷, 크리스털의 4가지 보석을 모티브로 하여 가로분할 거울로 실용적이면서도 감각적인 분위기를 연출한 브랜드로, 운전반과 홀버튼 등은 터치 타입을 택하였다. 뉴와이저 시그니처를 설치할 때에는 에메랄드 골드(Emerald Gold), 토파즈 브론즈(Topaz Bronze), 가넷 버건디(Garnet Burgundy), 크리스털 블랙(Crystal Black)의 4가지 내장재 디자인을 선택할 수 있다. 이노버는 수(水), 금(金), 토(土), 광(光)의 자연의 가치를 담은 디자인 브랜드로, 신소재 도료를 이용하여 빛을 받을 때 색감과 질감이 더욱 돋보이게 하는 동시에 지문 묻힘을 방지할 수 있는 기술을 적용하였다. 이노버를 설치할 때에는 머큐리(Mercury), 비너스(Venus), 새턴(Saturn), 주피터(Jupiter)의 4가지 내장재 디자인을 선택할 수 있다.
2017년 9월 4일에는 모던(Modern)과 미니멀(Minimal)을 콘셉트로 디자인과 건축 효율을 강화한 새로운 디자인 브랜드인 네오(NEO)를 출시하였다. 네오는 기존의 승강기 디자인 방식에서 탈피하여, 조명이 반사되면서 자연스럽게 드러나는 패턴과 질감, 포인트 컬러를 적절히 배치하여 인테리어한 브랜드로, 인디게이터와 홀 버튼은 다크그레이-블랙 투톤 컬러의 매칭과 코너에 배치된 삼각형의 미러 포인트로 모던한 고급스러움을 돋보이게 하였으며 층표시 그래픽에는 화이트 컬러를 적용하여 시인성을 높였다. 승강기 OPB(운전반)의 경우 OPB 표판과 카 벽을 한 면으로 일치시켜 심플하고 차별화된 디자인을 구현했으며, 승객이 버튼 입력을 쉽게 할 수 있도록 도어 우측의 전면 OPB 외에도 측면에 장애인용 OPB를 배치하여 깔끔하고 미니멀한 디자인을 구현했다. 네오를 설치할 때에는 네오 화이트, 네오 골드, 네오 블루, 네오 블랙의 4가지 내장재 디자인을 선택할 수 있다.
2018년 11월 14일에는 킨텍스에서 열리는 한국국제승강기엑스포에서 비발디(Vivaldi)를 공개하였으며, 2019년 1월에 정식으로 출시했다. 비발디는 프리미엄 4종과 스탠다드 4종, 총 8종으로 프리미엄 디자인은 아트 메탈 소재를 적용한 블랙(Black), 브론즈(Bronze) 골드 & 그린(Gold & Green), 실버 & 로즈골드(Silver & Rose Gold), 스탠다드는 우드 패턴 등을 적용 자연의 아름다움을 담은 봄∙여름∙가을∙겨울을 선보인다. 또한 일체형 버튼 잠(Jamb)으로 공사기간을 단축했으며, 목적층 도착을 알려주는 후면 조명, 고객 안전을 고려한 LED 손끼임 방지 버튼 등 다양한 기능을 적용했다.
2021년 1월에는 차세대 벨트 플랫폼 'H-belt'가 적용된 GT 기종을 출시하였으며, 해당 기종 전용 디자인으로 N:EX(넥스)도 동시에 출시하였다.

## 사고 및 논란
- 2020년 9월 10일 오후 3시 47분경 부산국제금융센터에 설치된 승강기 9호기가 하강 중 급제동하는 사고가 발생하였다. 해당 승강기는 2014년 3월 설치되어 1층부터 47층까지 운행하는 분속 480m급 SUVF 기종으로, 36층에서 승객 1명을 태운 채 1층으로 내려가던 중 비정지층인 22층에서 갑작스럽게 급제동하면서 2개 층을 밀려 내려간 후 정지한 것이다. 현대엘리베이터는 로프에 바르는 윤활유가 굳어지면서 생긴 이물질로 안전장치가 작동해 급제동이 발생한 것으로 추정하고 있다. 이 사고로 탑승하고 있던 승객이 다리를 다쳤으며, 건물 전체에서 급제동을 느낄 수 있을 정도로 강한 충격이 발생하였다.[71]

- 2018년 12월 22일 오후 1시경 부산광역시 해운대구 우동의 센텀사이언스파크 컨벤션홀에 설치된 승강기 중 6호기(전망용)가 정지하는 사고가 발생했다. 해당 승강기는 2010년 2월 설치되어 1층부터 23층까지 운행하는 분속 240m급 T&S 기종으로, 23층에서 1층으로 내려가던 중 케이블 손상으로 15층에서 정지하면서 승객 17명이 1시간 반 동안 갇혀 있었다.[72][73]

- 2003년 11월 20일 목동 하이페리온 1차의 102동에 설치된 승강기 중 8호기가 승객 1명을 태운 채로 급상승하여 승강로 천장을 뚫고 올라가는 사고가 발생하였다. 해당 승강기는 2002년 12월 설치되어 1층부터 48층까지 운행하는 분속 210m급 FI-VF3 기종으로, 9층에서 탑승한 승객이 38층 버튼을 누른 직후 문이 채 닫히기도 전에 굉음과 함께 급상승하여 최상층인 48층을 지나 기계실 바닥을 뚫어버리고도 1m가량 더 올라갔다. 이 사고로 승강기에 타고 있던 40대 남성 1명이 내장재에 충돌해 머리와 어깨를 크게 다쳤다.[74]

- 2003년 2월 22일 부산광역시 해운대구 우동의 현대카멜리아에 설치된 비상·장애인용 승강기 한 대가 급상승하는 사고가 발생하였다. 해당 승강기는 2001년 중순에 설치되어 B3층부터 32층까지 운행하는 분속 120m급 FI-VF2 기종으로, 12층에서 탑승한 승객이 1층으로 출발하려는 순간 카가 갑자기 급상승하여 최상층인 32층을 지나 승강로 천장에 부딪힌 것이다. 이 사고는 제동기 전자접촉기에 이물질이 끼는 바람에 카보다 무거운 균형추가 카를 급상승시켜 발생한 것이다. 이 사고로 승강기에 타고 있던 79세 여성 1명이 충돌로 인한 충격으로 중심을 잃고 넘어져 어깨와 다리뼈가 부러지는 등 전치 3개월의 부상을 입었다.[75]

## 같이 보기
- 티센크루프
- 오티스 엘리베이터
- 한국미쓰비시엘리베이터
- 쉰들러 엘리베이터

## 본점 및 지점 현황
- 본점: 충청북도 충주시 충주산단1로 128 (용탄동)
- 대구지사: 대구광역시 동구 동대구로 432, 2001호 (신천동, 국제오피스텔)
- 광주지사: 광주광역시 서구 죽봉대로 52, 1층 (농성동, 교직원공제회관)
- 부산지사: 부산광역시 금정구 중앙대로 1883 (구서동, 현대자동차금정사옥)
- 울산지사: 울산광역시 남구 중앙로 165-1 (신정동)
- 대전지사: 대전광역시 대덕구 한밭대로 1027, 6층 (오정동, 우성빌딩)
- 영업점(강원지사): 강원특별자치도 원주시 북원로 2541 (우산동)
- 서울사무소: 서울특별시 종로구 율곡로 194, 8층, 9층 (연지동, 현대그룹빌딩동관)
- 인천지사: 인천광역시 계양구 오조산로57번길 7 (계산동, 성림프라자)
- 전주지사: 전라북도 전주시 완산구 홍산로 261, 5층 (효자동2가, BYC빌딩)
- 중부사무소(경기지사): 경기도 용인시 기흥구 서천로117번길 9, 6층 (서천동, 서천원희캐슬2차)
- 강북지사: 서울특별시 종로구 송월길 159 (교북동, 부귀빌딩)
- 강서지사: 서울특별시 강서구 강서로56길 84 (등촌동, 동양빌딩)
- 강남지사: 서울특별시 송파구 송파대로 472 (송파동, 보명빌딩)
- 분당지사: 경기도 성남시 분당구 구미로9번길 1, 8층 (구미동, 향정플라자)
- 경남지사: 경기도 창원시 마산회원구 양덕로 119 (양덕동, 현대오피스빌딩)
- 충청지사: 충청남도 아산시 배방읍 고속철대로 47 (나래빌딩)
- 제주지사: 제주특별자치도 제주시 삼무로 83 (연동)
- 수원지사: 경기도 수원시 영통구 덕영대로1556번길 16 (영통동, 디지털엠파이어빌딩)
- 서비스 영업점(강원지사): 강원특별자치도 원주시 북원로 2541 (우산동)
- 부산지사(서비스): 부산광역시 남구 수영로 323 (대연동, 태강프라자)

### 내용주
1. ↑  과학기술처로부터 정식 설립 인가를 받으면서 각종 세제 혜택과 더불어 연구 요원들의 병역특례 혜택 자격까지 주어졌으며, 1987년 10월 대한민국 병무청으로부터 병역특례기관으로 지정되면서 병역특례 해택이 정식으로 시행되었다.
2. ↑  직업훈련원은 1994년 1월 26일 노동부에게 승강기 설비 보수 분야 교육기관으로 정식 승인받는다.
3. ↑  통일전망대에 설치된 승강기 2대는 노후화가 진행되면서 2015년 4월 오티스 엘리베이터의 제품으로 교체되었다.
4. ↑  10만 번째 승강기는 남양주시 진접 반도유보라 메이플타운에 설치되었다.
5. ↑  1~2심 모두 쉰들러가 패소하였다.
6. ↑  배상의 주체는 현정은 회장이되, 1,700억 원 중 190억 원은 한상호 당시 엘리베이터 대표가 현정은 회장과 공동해 지급하도록 판결했다.
7. ↑  아시아 9개소, 중동 9개소, 아메리카 13개소, 아프리카 5개소, 유럽 7개소
8. ↑  해당 현장의 전체 승강기 75대 중 운행 거리가 32층 이상인 승강로 16개소에는 FI-VF4, 그리고 나머지 59개소에는 STVF-5가 설치됐다.
9. ↑  1~6호기 6대는 1-27층을 운행하는 분속 360m급, 7~14호기 8대는 1-47층을 운행하는 분속 480m급, 15~17호기 3대는 1-63층을 운행하는 분속 540m급, 18·19호기 2대는 1-63층을 운행하는 분속 600m급, 20호기 1대는 50-63층을 운행하는 분속 240m급, 24·25호기 2대는 B3-63층을 운행하는 분속 240m급이다. 이 중 분속 600m급 승강기인 18, 19호기는 2014년 설치 당시 대한민국 내에서 가장 빠른 승객용 초고속 승강기였으며 롯데월드타워에 분속 600m급 오티스 엘리베이터 2대가 설치된 후에도 여전히 공동으로 해당 지위를 유지하고 있다.
10. ↑  공기청정기는 스마트 인디케이터의 층 표시 부분 우측에 공기 정화(Air-Clean), 음이온(Anion), 항균기능(Anti-Virus) 표시가 순차적으로 디스플레이되는 것을 통해 작동 중임을 확인할 수 있다.
11. ↑  6대 모두 2001년 4월 설치된 HVF-GL을 같은 성능으로 교체한 것이다.